# Jehova tanúi

A Jehova Tanúi egy resztoránus  keresztény  felekezet, amelynek meggyőződése különbözik a fő áramlatú kereszténységtől, és amely Magyarországon 1989 óta egyházként van bejegyezve (→ Magyarországi Jehova Tanúi Egyház).
A közösség olyan millenarista, antitrinitárius keresztény irányzat, akik tevékenyen Jehova Istenről és az emberiséget érintő szándékáról az általuk értelmezett Biblia szerint „tanúskodnak”. Egy olyan világméretű csoportot alkotnak, melynek tagjai között sokféle etnikumú és nyelvet beszélő ember van, mégis egységesek, mert közösek a céljaik, önkéntesként ugyanannak a szervezetnek dolgoznak és ugyanabban hisznek. Úgy vélik, hogy a jelenlegi világrendszer elpusztítása, az Armageddon a küszöbön áll, és hogy „Isten királyságának” a megalapítása a Földön az egyetlen megoldás az emberiség minden problémájára.
A Jehova Tanúi jellegzetesen házalva evangelizálnak és az utcán „tanúskodnak” a saját irodalmukat terjesztve, mint pl. az Őrtorony és az Ébredjetek!. Úgy vélik, hogy Isten nevének megfelelő használata létfontosságú a helyes imádathoz. Világszerte ismertek a katonai szolgálat és a vérátömlesztés megtagadása miatt. Elutasítják a Szentháromság tételét, a lélek halhatatlanságát  és a pokol tüzét, amelyeket nem szentírási tanoknak tartanak. Nem tartják a karácsonyt, a húsvétot, a születésnapokat vagy más olyan ünnepeket és szokásokat, amelyeket pogány eredetűnek tartanak és amelyek „összeegyeztethetetlenek” a keresztény élettel. Előnyben részesítik a saját bibliafordításukat, bár irodalmuk időnként más bibliafordításokat is idéz. A hívek hitüket általában „az Igazság” néven nevezik. A szekuláris társadalmat és más vallási felekezeteket erkölcsileg romlottnak és a Sátán befolyása alatt állónak tartják és a legtöbben a minimálisra korlátozzák azokkal az emberekkel való társadalmi kapcsolataikat, akik nem tagjai a közösségnek.
Mindenekelőtt szeretnének dicsőséget és imádatot szerezni Jehovának, aki a Biblia szerint az egyedüli igaz Isten és a mindenek Teremtője. Minden tőlük telhetőt megtesznek, hogy példát vegyenek Jézusról, és az egyedüli igaz kereszténységnek vallják magukat.

## Etimológia
A Jehova Tanúi a szigorú monoteizmust hirdetve, az istenség egyedüliségét vallják, ezért nevüket a héber Biblia tetragrammából vették, ahol Isten JHVH néven jelenik meg, amelyet ők Jehovaként ejtenek. Hitük szerint "Jehova" Isten személyneve.
1931-ben vették fel a Jehova Tanúi nevet, részben Ézsaiás könyve 43,10: „Ti vagytok az én tanúim…” alapján.
A Tanú a nézetük az a személy, aki olyan tanokat vagy igazságokat hirdet, amelyekről az egyházuk tanításának megfelelően meg van győződve. A Tanú Jehova Isten királyságáról prédikál.

## Története

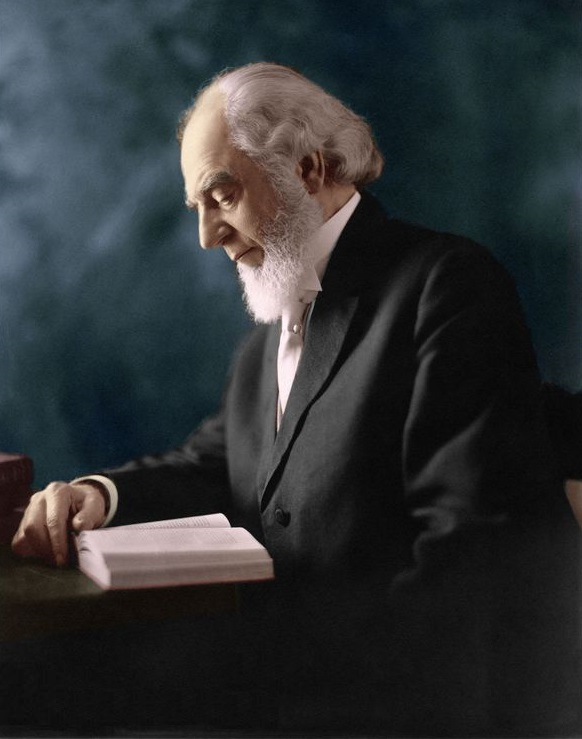
Charles Taze Russell 1911-ben

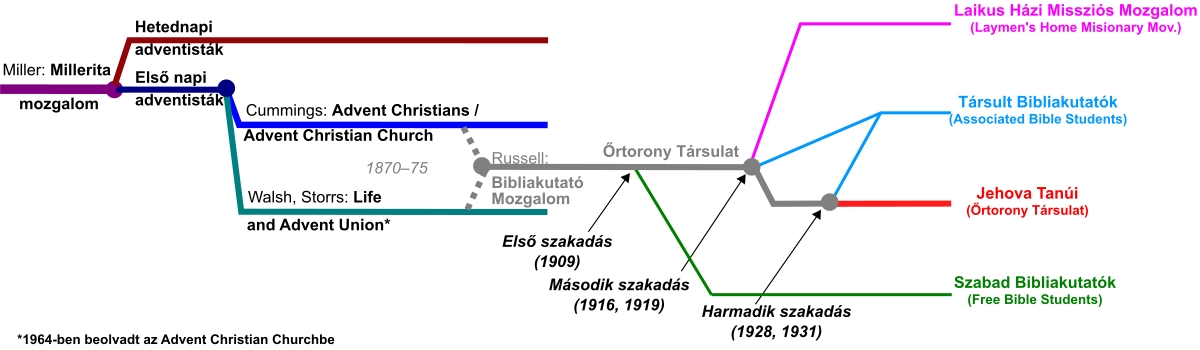
Az adventizmusból kifejlődő Őrtorony Társulat és annak szakadásai

### Alapítás
A Jehova Tanúi nevű szervezet létrejöttének gyökerei a 19. századi amerikai millerita mozgalomig nyúlnak vissza. Első vezetője Charles Taze Russell (1852–1916) pittsburghi posztókereskedő.
Miután 1844-ben William Miller prédikátor világvége-próféciái nem teljesedtek be, a Krisztus visszajövetelét váró tömegek nagy kiábrándulásához és az adventizmus néven ismert vallási csoport több ágra szakadásához vezetett. Russel az 1870-es években bibliatanulmányozó csoportot hozott létre az adventizmusban csalódott csoportokból (N. H. Barbour, George Storr, Bible Students, Associated Bible Students, Free Bible Students, New Covenant Bible Students stb.).
Ő és társai az 1870-es évek elején hozzáláttak a Biblia komoly tanulmányozásához. Számukra nyilvánvalóvá vált, hogy a kereszténység messze eltávolodott a korai keresztényiség tanításaitól és gyakorlásától. Russel sosem állította, hogy ő volt az első, aki ezt felfedezte, és nyíltan elismerte, hogy milyen sokkal tartozik másoknak azért a segítségért, amelyet a bibliakutatásának első éveiben nyújtottak. Ezért nem őt, hanem Jézust tekintik a felekezet igazi alapítójának. Megállapította, hogy „különböző tantételek, amelyeket hiszünk, és amelyek újnak, frissnek és másnak látszanak, bizonyos formában már hosszú ideje léteznek: például kiválasztás, ingyen kegyelem, helyreállítás, megigazulás, megszentelés, megdicsőülés, feltámadás”.
1881-ben Őrtorony Társulat (Watch Tower Tract Society) néven jegyezték be a szervezetet, melynek alapítója és első elnöke William H. Conley volt. 1874-ben Russell kiadta a Zion Watch Tower (Sioni Őrtorony) folyóiratot. Majd 1931-ben kezdték kiadni a Aranykor c. folyóiratot (Golden Age).
Russel követői kezdetben a Bibliakutatók és az Őrtorony Társaság (Társulat) nevet viselték, a 20. században vették fel a Jehova Tanúi nevet.

## Elterjedés, tagság

### Világszerte
2013-ban:
- Összes gyülekezet: 115 416
- Növekedés egy év alatt: 2,2% [27]

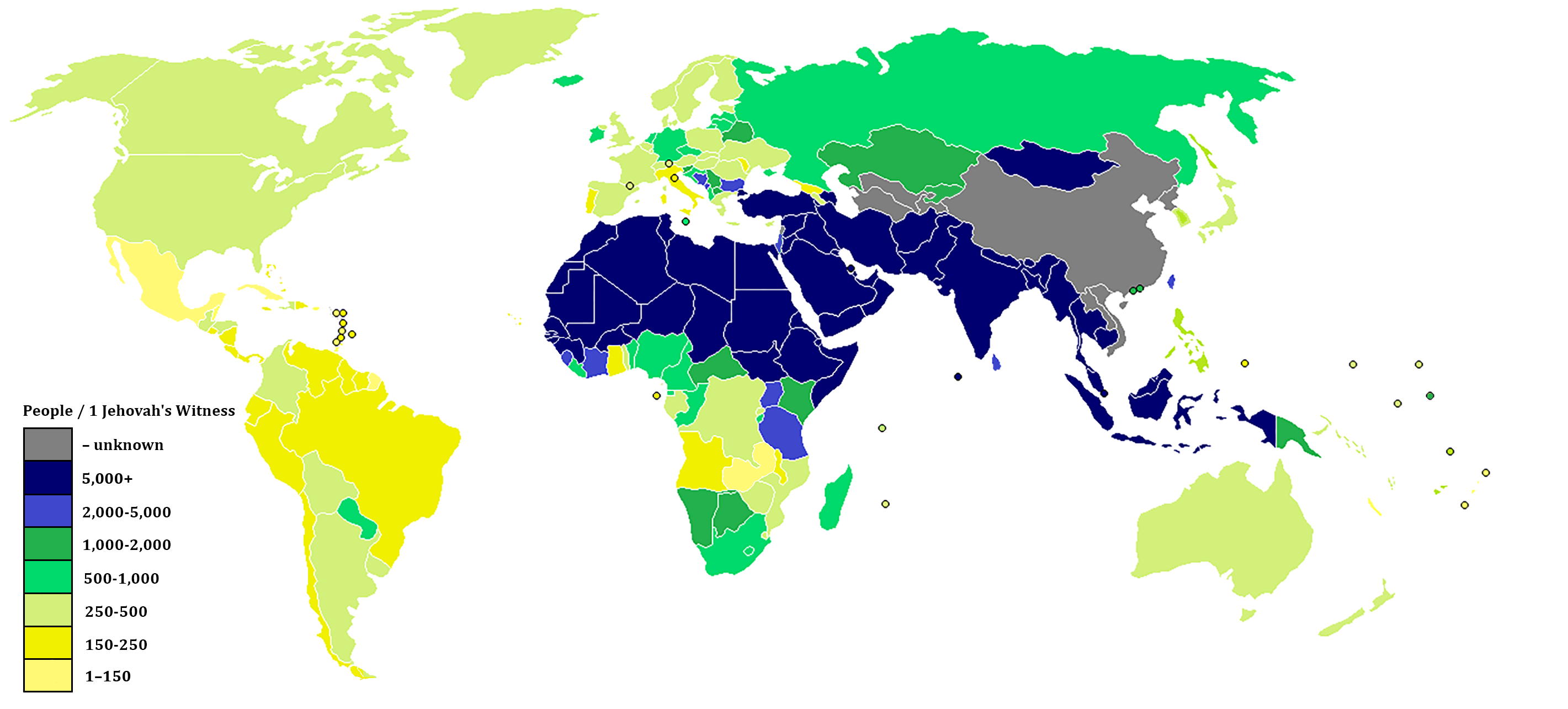
A Jehova Tanúi aránya a népességhez viszonyítva (1 „Tanú”ra eső népesség, 2020-ban):
– ismeretlen
5,000–
2,000-5,000
1,000-2,000
500-1,000
250-500
150-250
1–150

- Megkereszteltek összlétszáma 1 év alatt: 275 581[27]

2024-ben:
- Gyülekezetek: 118 767
- Jehova Tanúi taglétszám: kb. 9 millió fő

Világszerte az USA-ban van a legnagyobb taglétszámuk, 2023-ban 1,23 millió fő; ezt követi Brazília (kb. 900 ezer fő), majd Mexikó (860 ezer fő).
Európában Olaszországban a legnagyobb a létszámuk, 2023-ban mintegy 250 ezer fővel.
A népességhez viszonyítva a legnagyobb az arányszámuk a Karib-szigetvilágban, egyes latin-amerikai (pl. Mexikó, Kuba, Belize) és fekete-afrikai országokban (pl. Zambia), a Csendes-óceáni szigetvilágban; de egyes európai országokban is erősen jelen vannak (San Marino, Moldova, Portugália, Olaszország).

### Növekedésük

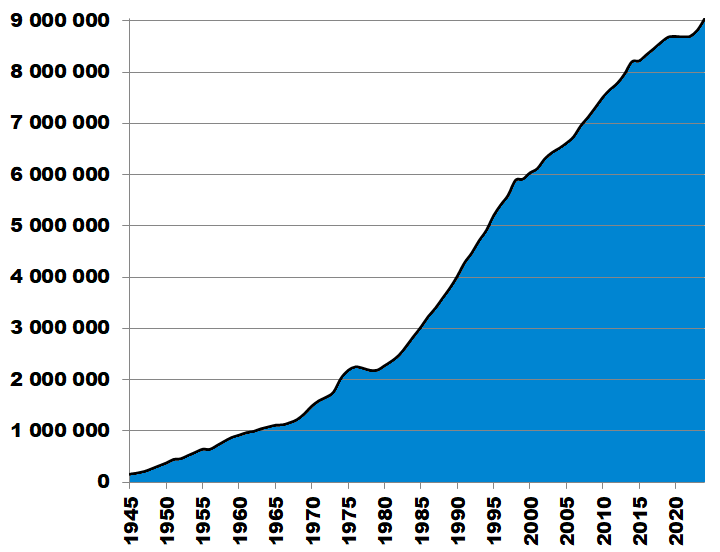
A Jehova Tanúi taglétszámának növekedése 1945-től

A Jehova Tanúi a világ egyik leggyorsabban növekvő vallási közössége volt, de ez a növekedés a 21. században a fejlett országokban mérsékeltebbé vált, illetve egyes országokban stagnálást mutatnak. A közösség saját adatai szerint 2015 előtt évente nagyjából 250-300 ezer hívőt keresztelt meg világszerte.
| Ország / Év                                  | 1962   | 1987    | 2002    | 2013    | 2023    |
| -------------------------------------------- | ------ | ------- | ------- | ------- | ------- |
| Franciaország                                | 18 452 | 96 954  | 119 000 | 124 029 | 138 000 |
| Olaszország                                  | 6 929  | 149 870 | 235 000 | 247 251 | 250 000 |
| Spanyolország                                | 2 500  | 69 500  | 104 000 | 108 200 | 122 000 |
| Németország · 1990 előtt csak Nyugat-Németo. | 79 000 | 121 000 | 164 500 |         | 173 000 |
| Ausztria                                     | 7 000  | 17 000  | 20 400  | 21 000  | 22 000  |

| Ország / Év    | 1962    | 1987    | 2001    | 2013      | 2023      |
| -------------- | ------- | ------- | ------- | --------- | --------- |
| Ausztrália     | 15 927  | 46 170  | 59 000  | 66 023    | 71 000    |
| Brazília       | 26 390  | 216 216 | 524 000 | 756 455   | 900 000   |
| Japán          | 2 491   | 120 722 | 219 000 | 217 154   | 214 000   |
| Mexikó         | 27 054  | 222 168 | 536 000 | 772 628   | 860 000   |
| Nigéria        | 33 956  | 133 899 | 236 000 | 344 342   | 400 000   |
| Fülöp-szigetek | 36 829  | 101 735 | 138 000 | 181 236   | 253 000   |
| USA            | 289 135 | 780 676 | 946 000 | 1 203 642 | 1 233 000 |
| Zambia         | 30 129  | 67 144  | 108 000 | 162 370   | 239 000   |

### Magyarországon
Magyarországon a közösség létszáma a rendszerváltás után és az 1990-es években gyorsan nőtt. A 2000-es években a növekedésük már nagyon visszafogott volt és a létszámuk 2011-ben tetőzött kb. 22 740 ún. hírnökkel. Majd a következő években a létszámuk már csekély visszaesést, illetve stagnálást mutatott.
| ÉV →                                        | 1990   | 1995   | 2000   | 2005   | 2010   | 2015   | 2020   | 2024   |
| ------------------------------------------- | ------ | ------ | ------ | ------ | ------ | ------ | ------ | ------ |
| Hírnökök átlaga                             | 10 300 | 15 929 | 20 203 | 20 869 | 22 646 | 22 400 | 20 626 | 21 401 |
| Megkereszteltek száma az adott évben        | 1753   | 1769   | 962    | 565    | 779    | 555    | 361    | 487    |
| %-os létszámnövekedés az előző évhez képest | 6      | 9      | 2      | 0      | 1      | 0      | -2     | 1      |

### Üldözött közösségként

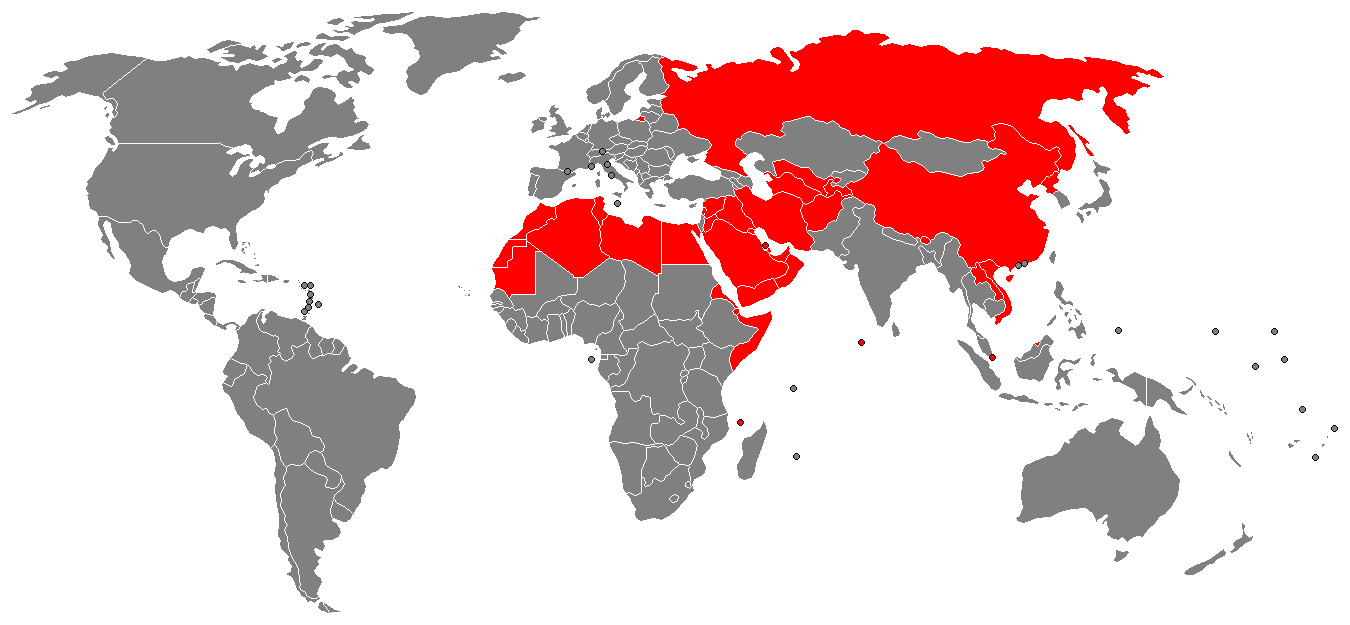
Országok, ahol a Jehova Tanúi tevékenysége teljesen vagy részben tiltva van

2020-ban a Jehova Tanúi vallási tevékenysége 34 országban van tiltva. Ezen országok nagy része iszlám államvallású, de több, volt szovjet utódállamban is tiltják a tevékenységüket.
2017 áprilisában Oroszország legfelsőbb bírósága szélsőséges szervezetnek minősítette a Jehova Tanúit, betiltotta tevékenységüket az országban, és elrendelte a szervezet vagyonának elkobzását. Itt hasonló a megítélésük, mint a terrorista csoportoknak.
Tádzsikisztán 2007 nyarán tiltotta be a közösséget, mint „szélsőséges szervezetet”. Türkmenisztánban, bár nem tiltják, nincsenek nyilvántartásba véve, ezért nem tudnak legálisan működni, a kormány pedig számos tagját letartóztatta és bebörtönözte a katonai szolgálat megtagadása miatt. Azerbajdzsánban, Üzbegisztánban és Kazahsztánban valamivel jobb a helyzetük; ezekben az országokban legálisan működhetnek, de csak bizonyos városokban. Mégis ezekben az országokban is a hatóság és a társadalom hajlamos a megfélemlítésükre, mint „nem hagyományos, idegen” csoport elleni fellépésként.
A tevékenységük Kínában  Vietnámban, Laoszban, Észak-Koreában, Bruneiban, Szingapúrban, a Maldív- és Comore-szigeteken  is illegálisnak minősül.

## Alapvető hitnézetek

### A kinyilatkoztatás és a doktrínák forrásai
- Isten, Jehova az emberiséggel kinyilatkoztatást közölt, amelynek megismerése kizárólag a Bibliából (Szentírás) lehetséges, tehát az olyan Biblián kívüli ismeretanyag, amelyet pl. a katolikus vagy ortodox egyházak „Szent Hagyománynak” neveznek, nem képezi Isten kinyilatkoztatását.[48] Az egyedül a Szentírás (→ Sola Scriptura) elve szerint a Biblia Istennek az egyedüli ihletett és hiteles szava, a keresztény tanítás egyetlen forrása, a „hagyományos” hitnézetek pedig általában helytelenek.
- A Szentírás kánonját az a 66 könyv képezi, amely a Biblia protestáns kánonjaként ismert. Nem tekintik tehát Isten ihletett szavának pl. a deuterokanonikus könyveket, de elismerik, hogy tartalmaznak történelmi szempontból érdekes, hasznos feljegyzéseket.[49] A Szentírásnak ezt a 66 könyvét Isten ihletett (sugalmazott) és tévedésmentés szavának tartják, amely megbízható és pontos természettudományos[50][51][52][53][54] és történelmi kérdésekben egyaránt (2Timótheus 3:16, 17).[55][56]
- A Szentírás értelmezése nem az egyes egyének hatáskörébe tartozik, hanem az Isten által erre a feladatra kinevezett csoporté, amelyet Tanúk bibliafordítása, az Új világ fordítása[57][58] alapján hű és értelmes rabszolgának (Mt 24:45) neveznek.[59] Ez a „szellemi táplálék” kizárólagos csatornája. „Ha nem vagyunk kapcsolatban ezzel az Isten által felhasznált közlési csatornával, nem haladhatunk előre az élet útján, akármennyit olvassuk is a Bibliát.”[60] Ezt a csoportot hitük szerint Isten, vagyis Jehova vezeti az által, hogy „szent szellemét” kiárasztja a rabszolga.[61] Isten a „rabszolgát” kollektív „prófétaként”, hírnökeként használja fel[62]
- A ’a hű és értelmes rabszolga’[63] a Warwickban székelő vezetőtestület[64] képviseli, amely Jehova Tanúi legfőbb szerve. Útmutatásainak teljes bizalommal való követése az „önátadott igaz keresztények” (vagyis minden megkeresztelt Jehova Tanújának) fontos kötelessége.[65][66] „A hű és értelmes rabszolga” elsősorban Az Őrtorony folyóiraton keresztül osztja meg a fokozatosan feltárult bibliai igazságokat.[67]
- Jehova Isten a kinyilatkoztatásait fokozatosan közli, ez vonatkozik egyrészt a bibliai iratok megírásra való ihletésre,[68] másrészt pedig a Bibliának a modern korban ’a hű és értelmes rabszolga’ által való progresszív megértésére. Ez annak magyarázata, hogy Jehova Tanúi számos esetben módosítottak az Írás-értelmezésükön. Ennek bibliai alapja a Példabeszédek 4:18 miszerint: „Az igazságosak ösvénye azonban olyan, mint a hajnal világossága, mely egyre világosabb lesz a teljes délig. A gonoszok útja pedig olyan, mint a sötétség; nem tudják, miben botlanak meg szüntelen.”[69]

### A mindenható Isten, Jehova

JHVH héber neve (tetragrammaton)

- Csak egy igaz Isten van (szigorú monoteizmus), akit a Biblia JHVH-nak (יהוה , Yəhowā) nevez (Zsoltárok könyve 83:19 [Károli fordítás]). A "Jehova" kiejtési alakot részesítik előnyben - mivel ez a magyar köznyelvben a legismertebb, továbbá bevett, megszokott, hagyományos forma -, annak ellenére, hogy a bibliatudósok túlnyomó többsége a Jahve alakot tekinti az eredeti kiejtéshez legközelebb állónak a rendelkezésre álló nyelvészeti és vallástörténeti adatok alapján.[70]
- Jehova Isten személyes valóság, aki folyamatosan törődik az emberek fizikai, illetve szellemi szükségleteivel.[71][72]
- Isten mindenható,[73] és Ő teremtett mindent. „Jehova óriási, dinamikus energiatartalékkal rendelkezik (Ésaiás 40:26). A teremtésnél, amikor a világegyetemet alkotó anyagot létrehozta, fel kellett használnia ezen energia egy részét”.[74]
- A "Jehova" név „használata” (rendszeres kimondása pl. az imádságban, vagy a prédikálószolgálat során) létfontosságú kötelezettség, mivel „azok, akik nem használják, nem azonosíthatók azokkal, akiket Isten kiválasztott, hogy egy néppé legyenek 'az ő neve számára'”. A "Jehova" névnek adott hangsúlyos szerep okán vették fel 1931-ben a Jehova Tanúi felekezetnevet, amely „nem csupán a csoport hivatalos elnevezését jelentette, hanem megkönnyítette számukra, hogy úgy értelmezzék a „tanúra” és „tanúskodásra” vonatkozó valamennyi bibliai utalást, mint amely konkrétan Jehova Tanúira vonatkozik”.[75] Ám az eredeti Héber Iratokban nem szerepelnek magánhangzók (lásd előbb), így nem tudhatjuk pontosan, hogyan kell pontosan ejteni a JHVH nevet.
- Tanításuk szerint Isten csak egy van, háromságról vagy háromszemélyű istenségről nincs szó a Bibliában.[76][77][78][79][80][81] Ennek megfelelően a JHVH-istennév is csupán az Atyára vonatkozik, nem pedig az isteni lényegre (valóságra, és így mindhárom isteni személyre), mint azt a háromsághívő keresztények (elsősorban Kálvin János nyomán) hiszik. Tanításuk szerint a Fiú nem valóságos és teremtetlen Isten, úgy mint ahogy az Atya, hanem teremtett "Szó" (János 1:1),[82] amely a további teremtés eszköze volt (vesd össze: Kolosszé 1:15-17), továbbá arkangyal (Mihály).[83][84] A Szentháromság-hívő keresztények által harmadik isteni személyként tisztelt Szentlélek pedig személytelen erő, írásmódjuk szerint kis kezdőbetűvel „szent szellem”.[85][86][87][88][89][90]
- Isten nem valóságosan mindentudó abban az értelemben, ahogy a többi keresztény felekezet hiszi, vagyis hogy időtlenségéből fakadóan „egyszerre” valóságosan és teljesen ismeri a teremtett valóság minden pillanatát anélkül, hogy ezt külön akarnia kellene, hanem előretudási képessége,[91] vagyis lehetősége van. Ezzel a képességével körültekintően és mérlegelés alapján él, szelektíven gyakorolja[92] Ha tehát Isten valamit nem akar tudni, arról nem tud. Ebből következik egyrészt az, hogy mindenfajta predesztinációt tagadnak,[93] másrészt pedig az, hogy lehet beszélni Istennek eredeti szándékától (ha az első emberpár nem vétkezik), amely különbözik attól, amely a krisztusi megváltás által végül megvalósult - és amely afféle "B-tervként” csupán az ember bukása után született.[94]

### Jézus Krisztus, a Fiú (krisztológia)
- Hitük szerint a Fiú teremtett személy,[95] akit az Atya (Jehova) elsőként alkotott (Logosz), égi neve Mihály arkangyal[96] - nem pedig teremtetlen (és időbeli kezdet nélküli), valóságos Isten, mint ahogy a legtöbb keresztény felekezet hiszi (Szentháromság). Ebből fakadóan lényegileg alacsonyabb rendűnek lett teremtve az Atyához képest,[97] de miután feltámadt és elfoglalta a helyét Isten Királyságának a trónján, Jehova Isten "magasabb állásba" helyezte és az égben ő lett a második leghatalmasabb személy Jehova Isten után (vesd össze: Filippi 2:9-10).
- A Fiú megteremtése után eszközeként besegített az Atyának minden „más” (Péld 8:30;31; Kol 1:16, ÚVF) megteremtésében.[98]
- Az ősszülők bűnbeesése, az édeni lázadás után Jehova elhatározta, hogy létrehoz egy ’magot’, amely által gondoskodni fog a szabadulásról.[99]
- Emberi létezése előtt – mint „a Szó” – Jézus Isten Szószólója lehetett, aki vezette az izraelitákat a pusztában. Ézsaiás látomásban láthatta többek között Jézust emberi létezése előtti dicsőségében.
- Isten a szent szelleme által áthelyezte a Fia életét az égből a földre, és előidézte, hogy megfoganjon egy szűz lány, Mária méhében. Így Jézus tökéletes, bűn nélküli emberként született meg.[100]
- Földön léte idején Jézus nem volt „Istenember”, azaz Isten és ember (ahogy a keresztények többsége hiszi), hanem csak ember volt. Csupán megkeresztelkedésekor vált a Krisztussá, vagyis a Messiássá, Jehova Felkentjévé. Miközben alámerítkezett, visszatértek hozzá emberi élete előtti, égi életének emlékei. Csodáit sem saját, hanem az Atya hatalmával hajtotta végre (lásd: János 5:19,30).
- Jézus halála: Az élet, melyet Jézus feláldozott, teljesen egyenértékű volt azzal az élettel, melyet Ádám a bűn elkövetésekor veszített el (lásd: 1 Korintusz 15:45). Kivégzőeszköze szerintük nem kereszt alakú volt, mint ahogy a keresztények többsége hiszi, hanem csupán egy egyenes oszlop, „kínzóoszlop”, ahogyan az az eredeti görög nyelvű iratokban szerepel.[101][102][103][104][105][106][107] A bibliaírók két szót használnak ebben a versben, amikor Jézus kivégzőeszközéről írnak. Mindegyikkel egyetlen darab fára utalnak, nem kettőre. A görög sztau·roszʹ szót egy forrásmű a következőképpen magyarázza: „A legtágabb értelemben véve egy cölöpöt jelent. Nem azonos a kereszt szóval” (Crucifixion in Antiquity). A xüʹlon szó pedig ahogy egy másik forrásanyag fogalmaz: „egyszerűen csak egy egyenes karó vagy oszlop, melyre a rómaiak odaszegezték az elítélteket”.[108]
- Feltámadása nem a megtestesüléssel fölvett emberi testének újbóli életre keltését jelenti, hanem szellemkénti újrateremtését jelenti (vesd össze 1Péter 3:18). Ismét láthatatlan szellemszemély lett, mint megtestesülése előtt volt, bár volt amikor anyagi testet öltött fel, mint azt a múltban az embereknek megjelenő angyalok tették, hogy látható legyen. Isten nem hagyta Jézus testét a sírban, hanem eltávolította, megszüntette a testet a feltámasztásakor, mint ahogy korábban Mózes testét is.[109] Jézus teste nem támadt fel, és nem is vitte magával fizikai testét az égbe (vesd össze: 1Korintusz 15:50).
- 40 nappal azután, hogy megeleveníttetett a szellemben, Jézus hústestet vett fel, megjelent a tanítványainak és beszélt nekik „az Isten királyságának dolgairól”. Azután felment (visszatért) az égbe. Ezután Jézus már soha többé nem fog látható formában megjelenni a Földön, a földi emberek soha nem fogják újból meglátni Krisztust.
- I. sz. 33. pünkösd napján Jézus Krisztus tevékenyen uralkodni kezdett szellemtől felkent rabszolgáinak királyságában a szent szellem, az angyalok és egy látható vezető testület által.
- 1914-ben született meg Isten Királysága: 1914[110] óta Krisztus tevékenyen uralkodik Isten égi Királyságának Királyaként. Jehova átadta az egekben megdicsőített Fiának, Jézus Krisztusnak az emberiség feletti uralmat. „A nemzetek meghatározott ideje” végén Jehova kibővítette Krisztus királyi megbízatását kiterjesztve az égi birodalomban, és kivetette onnan Sátánt és a démonait (vesd össze: Jelenések 12:7-12).
- Jézus Krisztus 1919-ben szemlét tartott és úgy találta, hogy a magukat keresztényeknek vallók közül csupán egy kicsiny csoport, Az Őrtorony folyóirattal kapcsolatban levő személyek csoportja[111] foglalatoskodott azzal, hogy gondot viseljenek Mesterük földi érdekeire. Miután „megtisztította” őket, Jézus megnövelt hatalmat adott ennek a csoportnak 1919-ben: „a háziszolgái fölé” kinevezte őket. Ez az "hű és értelmes rabszolga" [112]

### Emberképük (antropológia)

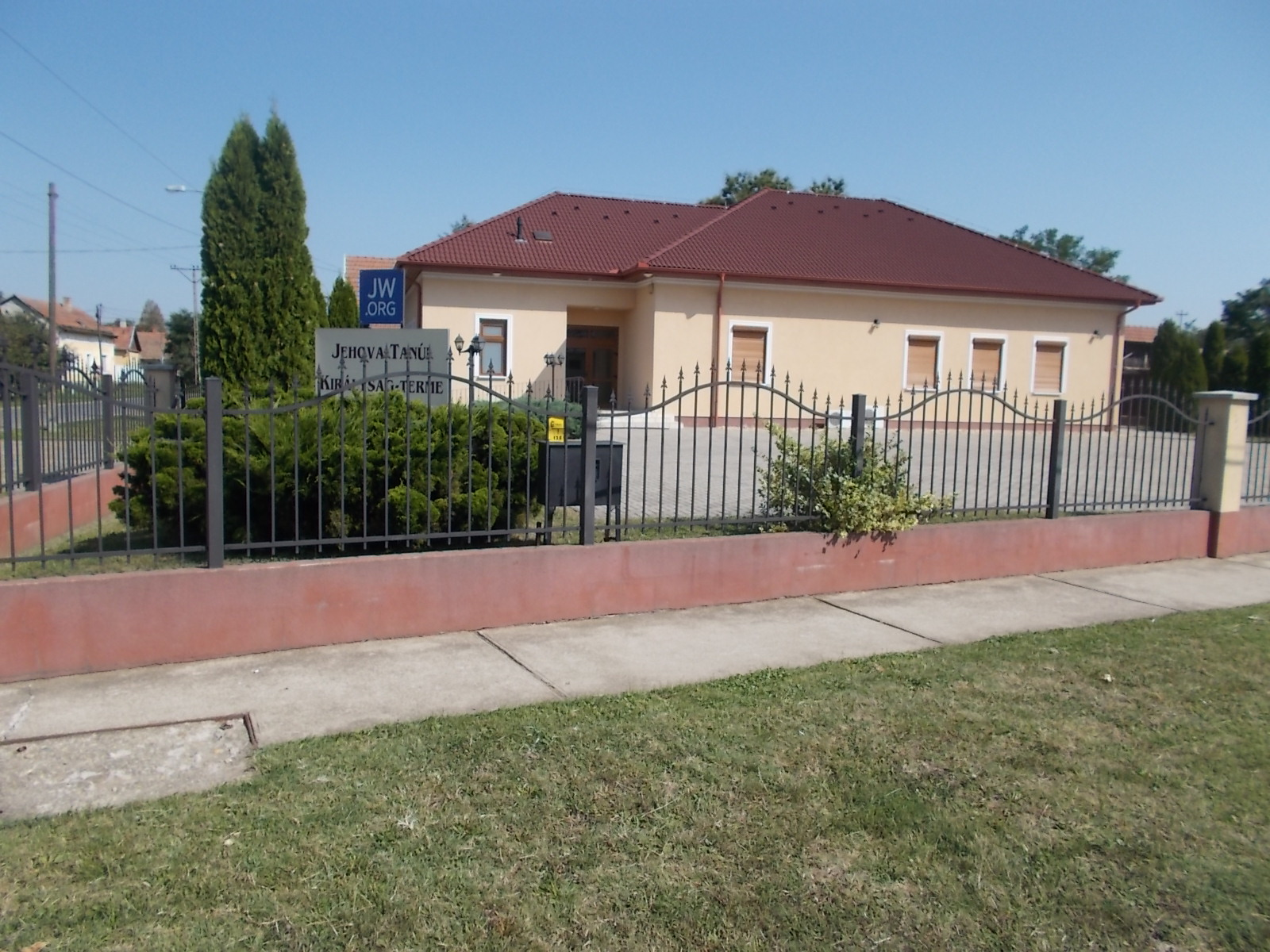
A hajdúnánási királyságterem

- Hisznek Isten teremtésében, de nem a szó szerinti hat naposban,[113] és elutasítják az evolúciót,[114] amely összeegyeztethetetlen az Istenbe vetett hittel, valamint azokat az állításokat is, amelyek szerint az ember már több százezer, sőt több millió éve él a földön, valamint, hogy a világegyetem a semmiből jött volna létre.
- Mivel a Héber Biblia („Ószövetség”) azon szóhasználatára tekintettel, hogy a régi, vagy konkordáns fordításokban általában „léleknek” fordított héber nefes (נֶפֶש) és rúah szavak gyakran használatosak, az előbbi szó a személyes névmást helyettesítve, magára az emberre, ezért az ember nem rendelkezik olyan szellemi princípiummal, szellemmel ("lélek"), ahogyan azt a kereszténység felekezetei hiszik.[115][116] Hiszik, hogy több idevágó Írás-szöveggel egyetemben az "ember maga a lélek" héberül nefes (vesd össze: Ezékiel 18:4). Ezáltal elvetik a platóni eredetű dichotómiát (mely szerint az emberben anyagi szubsztanciájú testet, és szellemi szubsztanciájú lelket különböztethetünk meg). Biblián alapuló meggyőződésük szerint az ember pusztán az Isten által biztosított életerő („szellem”, „élet lehelete”, héberül rúah) által megelevenített test.[117][118] Biblián alapuló meggyőződésük szerint a nefes és a ruach két különböző tényező.[119] Ezt a nézetet az összehasonlító vallástudomány (antropológiai) monizmusnak nevezi.
- Mivel az embernek nincs olyan értelemben vett lelke, amely túlélhetné a test halálát, ezért amikor az ember teste meghal, akkor az a személy megsemmisül, megszűnik létezni.[120] Ebből következően tagadják a túlvilági jutalom (mennyország),[121] vagy büntetés lehetőségét (pokol).[122][123] A testi halált követően az adott személy már csak abban reménykedhet, hogy Isten újjáteremti. A halottak a „feltámadásig” öntudatlan, álom nélküli alváshoz hasonló állapotban vannak.[124][125] A Biblián alapuló meggyőződésük alapján a héber se’ól′ (שְׁאוֹל) és az ennek megfelelő görög ha′dész (ᾍδης) szó szerint, az emberiség közös sírjára vonatkoztatják.[126] Tulajdonképpen a nemlétet jelenti.[127]

- Jehova Isten Ádámot (és Évát) eredetileg tökéletesnek és bűntelennek (szentnek) teremtette azzal a céllal, hogy az emberiség családja örökké a paradicsomban, az édeni földön éljen. (lásd még: a teremtés és Új Föld)
- Körülbelül 6000 évvel ezelőtt a lázadó főangyal, Sátán, egy kígyó képében (annak büszkeségére apellálva) hazugság, félrevezetés útján rábírta Évát, hogy megszegje Isten parancsát. Éva hitt Sátánnak, és megszegte Isten törvényét, sőt Ádámot (akit ugyan nem csaptak be) is rá tudta venni ugyanerre: csatlakozzon hozzá Istennel szembeni engedetlenségében.[128] Ez után Jehova Isten megbüntette az ősszülőket. Elveszítették a tökéletességet (vesd össze: Róma 5:12). Egyrészt halandóak lettek, továbbá Ádám bűne miatt a halál átka minden emberre kiterjedt, mivel mindannyian Ádám leszármazottai. Másrészt pedig Jehova kiűzte az Éden-kertből az engedetlen Ádámot és Évát. Elveszett a Paradicsom, a boldogság és az örök élet; a következménye pedig a bűn, a szenvedés és a halál lett. Helyrehozhatatlanul tönkretették a kapcsolatukat Jehovával, és rányomták a bűn bélyegét a saját testükre, egészen a génjeikig.[129][130]

### Megváltás
A legjelentősebb váltságdíj, Jézus Krisztus kiontott vére alapján érhető el. Jézus Krisztus kifizette a váltság értékét az égben így megnyitva az utat Ádám leszármazottai előtt, hogy megszabaduljanak a bűntől és a haláltól, melyet ősatyjuktól, Ádámtól örököltek. Megváltásban részesülhet az, aki hitet gyakorol Jézus Krisztus váltságáldozatában és életét összhangba hozza a Biblia magas erkölcsi irányadó mértékeivel. A földi reménységű más juhok földi örök élet jutalmát kaphatják, a felkent 144000 pedig papokként és királyokként szolgálhatnak az égben ezer esztendeig, ha mindvégig kitartanak.

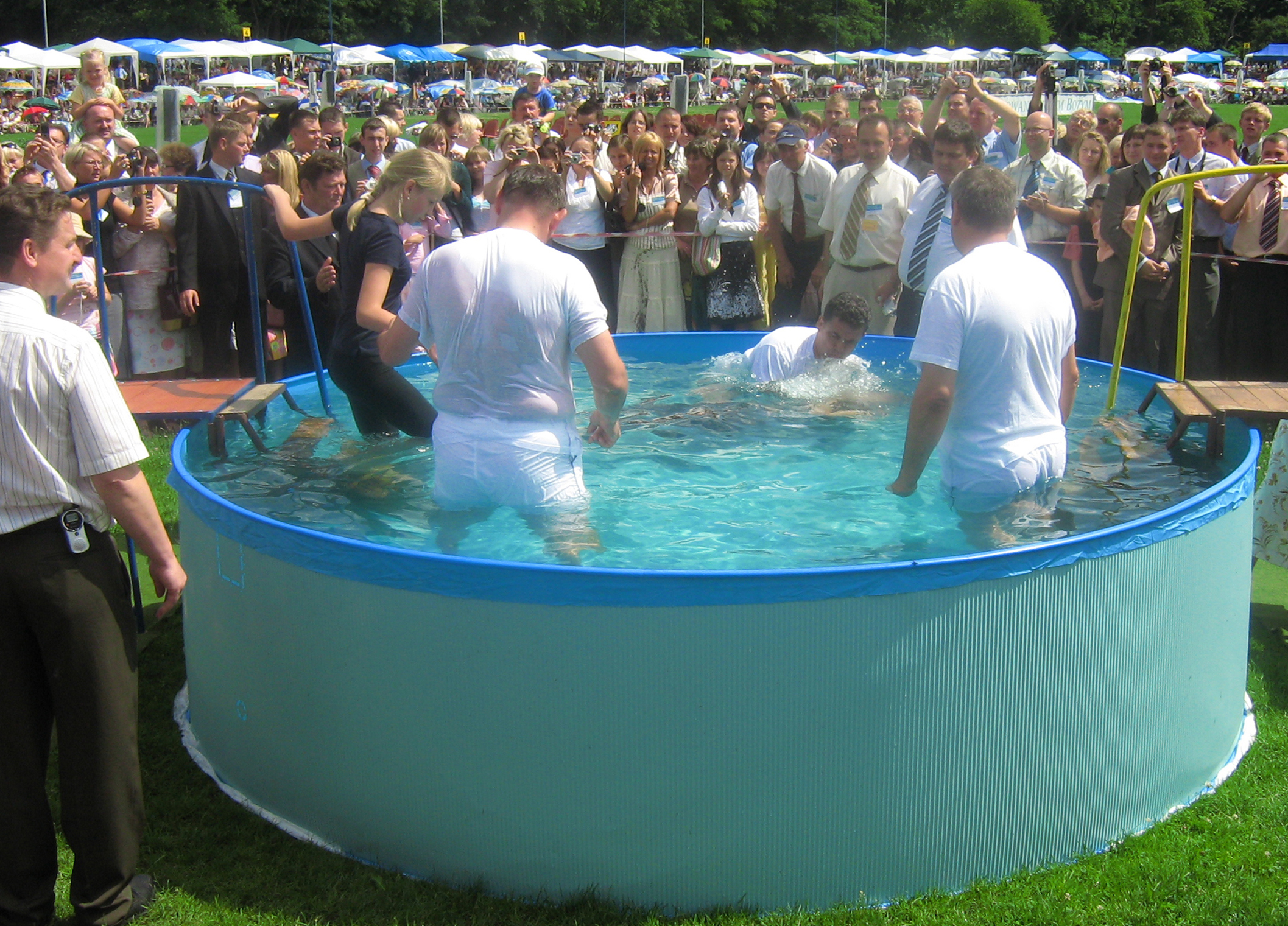
Keresztelés Lengyelországban, (Szczecin)

### Keresztelkedés
„Menjetek hát, és tegyetek tanítvánnyá minden nemzetből való embereket, kereszteljétek meg őket az Atyának, a Fiúnak és a szent szellemnek nevében, és tanítsátok meg őket arra, hogy megtartsák mindazt, amit parancsoltam nektek. És íme, én veletek vagyok minden napon a világrendszer befejezéséig.” (Máté 28:19, 20)
- A „keresztel” szóval fordított ba·pti′zein görög szó jelentése ’megmos, megfürdet, bemerít, bemárt’. A vízben való megkeresztelkedés külsőleges jelképe annak, hogy a keresztelkedő személy teljesen, fenntartás és feltétel nélkül átadta magát Jézus Krisztuson keresztül Jehova Isten akaratának cselekvésére.[135] A Szentírás beszámol egyebek között János keresztségéről, a szent szellemmel, illetve a tűzzel való keresztségről is.
- A felnőtt keresztelő feltétele a megfelelő életmód, kellő ismeret és felelősségérzet a döntés meghozatalához. A keresztelkedést egy Biblia-tanulmányozás kell, hogy megelőzze.[136] Ellenőrzésképpen a vének 120 szabványos kérdés megválaszolása alapján vizsgálják a keresztelkedésre jelentkező alkalmasságát azaz érti e teljesen a Bibliai alapelveket, hogy mivel jár a megkeresztelkedés, milyen felelőssége van keresztényként és milyen következményekkel járnak bizonyos bűnök bármiféle megbánás nélküli elkövetései. A teljes, vízben történő alámerítéssel végrehajtott keresztelkedés a Jehovának történő önátadást,[137] valamint Krisztus váltságáldozatában való hitnek a mindennapi életben való megnyilvánulását jelképezi.[138]
- Csak a saját egyházuk számára keresztelnek, más felnőttkeresztelő egyházak keresztségét sem mint érvényeset, sem mint hatékonyat nem ismerik el, így ebben az esetben is kötelezőnek tartják az újrakeresztelést. Biblián alapuló szilárd meggyőződésük szerint az érvényes keresztelkedés feltételei többek között az, hogy az illető személy a házi bibliatanulmányozás keretein belül megismerje Jehova Istent, megszeresse, és személyes imában átadja magát neki az akarata cselekvésére.[139]

## Bibliafordításuk
Saját bibliafordításuk A Szentírás új világ fordítása címet viseli. A Szentírás fordítása közvetlenül héberből, arámiból és görögből mai angol nyelvre történt, melyet egy Jehova Tanúinak az Új Világ Fordító Bizottsága bizottsága készített. Az angol fordítás eredetileg 1950 és 1960 között több részben jelent meg. Más nyelvű kiadások az angol kiadáson alapulnak.
Az Új Világ Fordítás előszavának az utolsó bekezdése így hangzik: "E fordítás készítői, akik szeretik a Szentírás isteni Szerzőjét, igyekeztek a lehető legpontosabban visszaadni Isten gondolatait és kijelentéseit, mivel különleges felelősséget éreztek iránta. Felelősséget éreztek a kutató szándékú olvasók iránt is, akik az örök megmentésük érdekében a legfelségesebb Isten ihletett Szavának fordítására hagyatkoznak. Őszintén bízunk benne, hogy ennek a fordításnak a segítségével az olvasó megtalálja azt az utat, amely vég nélküli életet eredményez majd a mindenható Isten igazságos új világában (Ézsaiás 65:17; 2Péter 3:13)".
A fordítást a közösségen kívüli több bibliatudós elfogultnak tekinti. Bruce M. Metzger, az Amerikai Bibliatársaság korábbi igazgatósági tagja kijelentette, hogy a fordítást a Jehova Tanúi nézeteinek alátámasztására írták, "a görög szöveg számos, meglehetősen hibás fordításával".

## Hitnézetek és gyakorlatok

### Bűnök és tilalmak

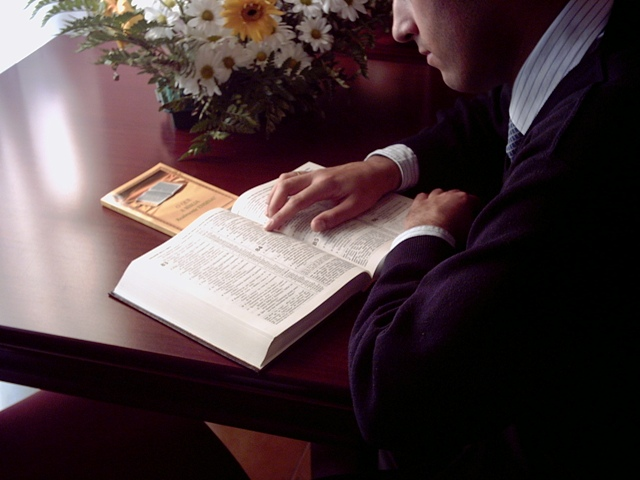
Egy Tanú tanulmányozza a Bibliát az Őrtorony kiadványa segítségével

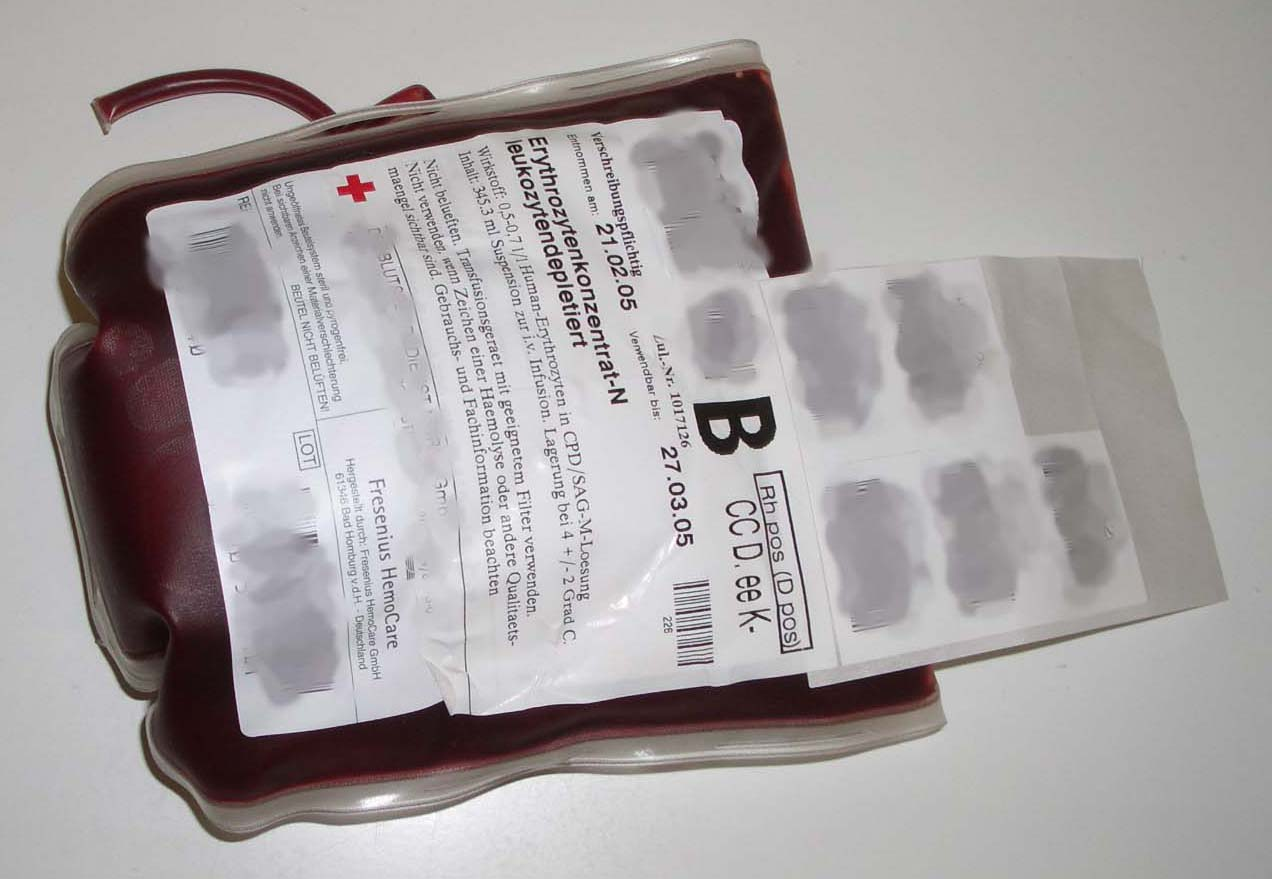
Elutasítják a vérátömlesztést

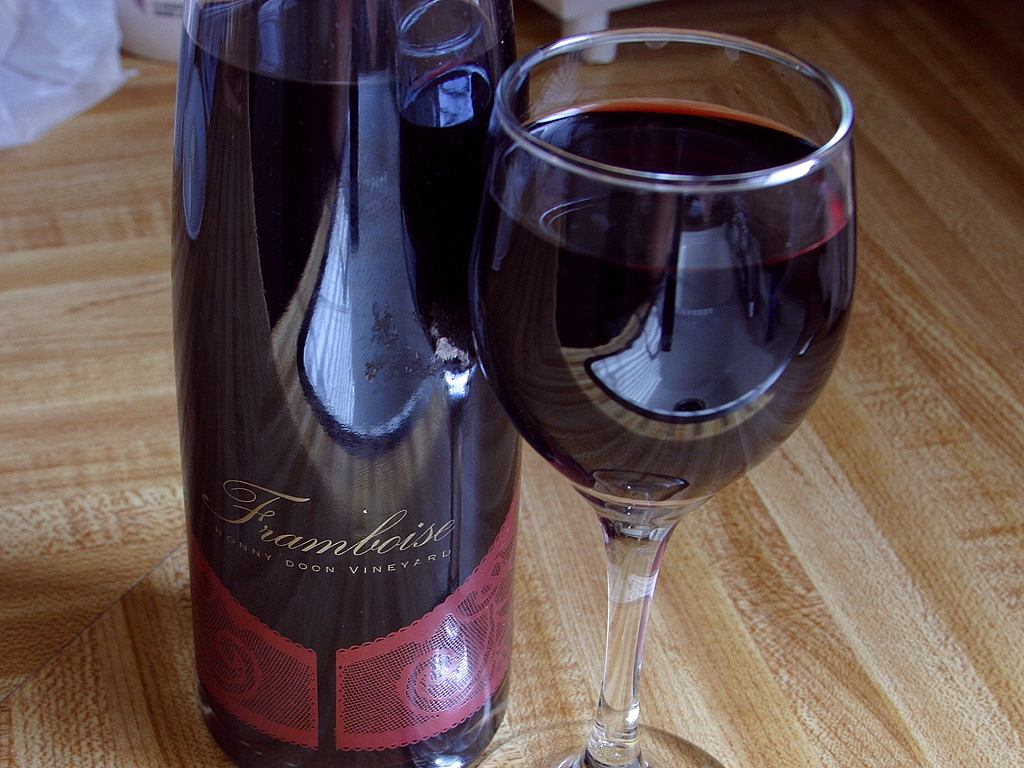
A Tanúk alkoholt is fogyasztanak, de a mértékletesség megkövetelt

1. A csecsemőkeresztelő helytelen, mivel a csecsemő nem rendelkezhet Isten ismeretével, és nem lehet hite Jézus Krisztus váltságáldozatában, nem lehet tisztában annak értékével és így nem tehet ezekről hitvallást. A csecsemőkeresztelés ezért nem adhat védelmet, nem biztosítja az üdvösséget és semmiféle elismertséget Isten előtt.[143]
2. Ünnepeken való részvétel: Állami, vallási ünnepek megtartása vagy azokon, azokban aktívan részt venni helytelen, mert sérti a politikai semlegességről, ill. a hamis vallástól való elhatárolódásról szóló bibliai tanításokat. A mögöttes alapelv az, hogy Jézus Királysága nem e világban van, valamint minden vallási ünnep pogány eredetű.[144][145][146][147][148][149] Egyedül Jézus Krisztus halálának évfordulóját ünneplik meg a kérésével összhangban, valamint a házassági évfordulót mely egy hármas kötelék (Isten-férfi-nő) létrejöttének a megünneplése.
3. Okkultizmus: A spiritizmus,[150] a mágia,[151] a jövőbelátókkal, jósokkal, horoszkópokkal való sorskutatás[152] Isten szemében „kiirtandó” bűnös gyakorlat volt (vesd össze: 5Mózes 18:9-12),[153] és ma is az (vesd össze: Galácia 5:19-21).[154] A kísértetjelenségek hátterében démonok állnak, akik így próbálják az embereket rossz útra téríteni, a babonásság és a vakhit útjára terelni (vesd össze: 2Tesszalonika 2:7-12).[155]
4. Ökumenizmus: Biblián alapuló meggyőződésükből kiindulva helytelenítik a vallásközi mozgalmakban való részvételt és el kell különülniük a világ hamis vallásaitól (vesd össze: Jelenések 18:4;[156][157] 2Korintusz 6:14-17[158]).
5. Vérátömlesztés: Vérátömlesztést és egyes vérkészítményeket elfogadni bűn,[159] de a vér különböző frakcióit tartalmazó készítményeket elfogadhatják, ha lelkiismeretük megengedi.[160] Az idegen vér mindennemű bejuttatása a testbe akár szájon (például étkezési célból, de - szemben a zsidókkal és a muzulmánokkal - nem állítanak fel az állatokat "metszéssel" ölő vágóhidakat), akár vénán keresztül (például transzfúzió) egyértelműen sérti Isten erre vonatkozó törvényeit. Nem zárják ki soraikból a vérátömlesztésen átesetteket, de az eljárást bűnnek tekintik.[161]
6. A politikai életben való részvétel ellentétben áll az igaz-keresztényi egyéniséggel (nem szavaznak, nem töltenek be politikai tisztséget vagy ezzel összefüggő állást), mivel ez sértheti a semlegesség álláspontját.[162] Biblián alapuló meggyőződésük szerint az emberiség minden problémáját csakis Isten Királysága oldhatja meg, ezért nem várják azok megoldását földi kormányzatoktól (vesd össze: Máté 6:10[163]).[164] Úgy tekintik magukat, mint Isten királyságának reménybeli tagjait, és ennek fényében mint „követek” nem avatkozhatnak bele egy „idegen ország” politikájába, még akkor sem, ha az a tulajdon szülőországuk.[165]
7. A hadviselést-katonai szolgálatban való részvételt nem vállalják. Katonai szolgálat, magas állami, politikai tisztségvállalás sértik a keresztényi semlegességet, ezért mindenki Krisztus királyságához legyen lojális.[166] Biblián alapuló meggyőződésük szerint, ha valaki a hadsereg tevékenységével kapcsolatos civil háttérmunkát végez, az Isten szemében szintén megszegi a semlegességre vontkozó bibliai alapelveket (vesd össze: Jakab 4:4).[167]
8. A terhességmegszakítás nem alkalmazható születésszabályozási okból, ugyanis a Biblia szerint Isten az életet a fogantatás pillanatától szentnek tekinti, és minden élő az Ő tulajdona.[168][169]
9. A homoszexualitás szennyes testi-lelki állapot, de a hajlam elfojtása és önmegtartóztató élet esetén saját nemükhöz vonzódó személyek is csatlakozhatnak hozzájuk, amennyiben véglegesen elhagyják ezt az életmódot[170][171]
10. Horror- és pornófilmeket nézni, ill. ilyen tartalmú könyveket olvasni helytelen (vesd össze: 1Korintusz 6:12),[172] előbbit erőszakos és olyankor spiritiszta tartalma,[173] utóbbit a nemi erkölcstelenség népszerűsítése és az erre való ösztönzés miatt .[174][175]
11. Noha lelkiismeretre van bízva, barátkozik-e egy Tanú nem-Tanúkkal, erősen ellenjavallt ilyen emberekkel szoros barátságot ápolni, vagy részt venni helytelenített dolgokban velük, mert „Rossz társaság megronthat jó szokásokat", mint ahogy az 1Korintusz 15:33 írja.[176] A más felekezetek tagjaival kötött házasságot az önálló etnikai jelleggel bíró vallásokhoz - pl. a zsidók - hasonló bibliai hivatkozásokkal utasítják el (1Korintusz 7:39).[177]
12. Enciklopédiákra, lexikonokra és világi szaktekintélyekre hivatkozva Írás-ellenes eredetűnek tartják számon a születésnapot, névnapot, a kereszténység hagyományos egyházak ünnepeinek ünneplését vagy azokon való részvételt is. Helytelen az ilyen alkalomból történő ajándékozás, gratulálás stb. Ennek oka az, hogy ezek az ünnepek pogány - tehát nem keresztény - eredetűek, lévén nem társíthatóak a keresztény hittel és életvitellel, valamint a Bibliában említett összes születésnapi ünnepség helyteleníthető kontextusban jelenik meg (gyilkossággal, dorbézolással párosultak, melyeket pogány személyek ünnepeltek).[178][179][180][181][182][183][184][185]

### Előírások

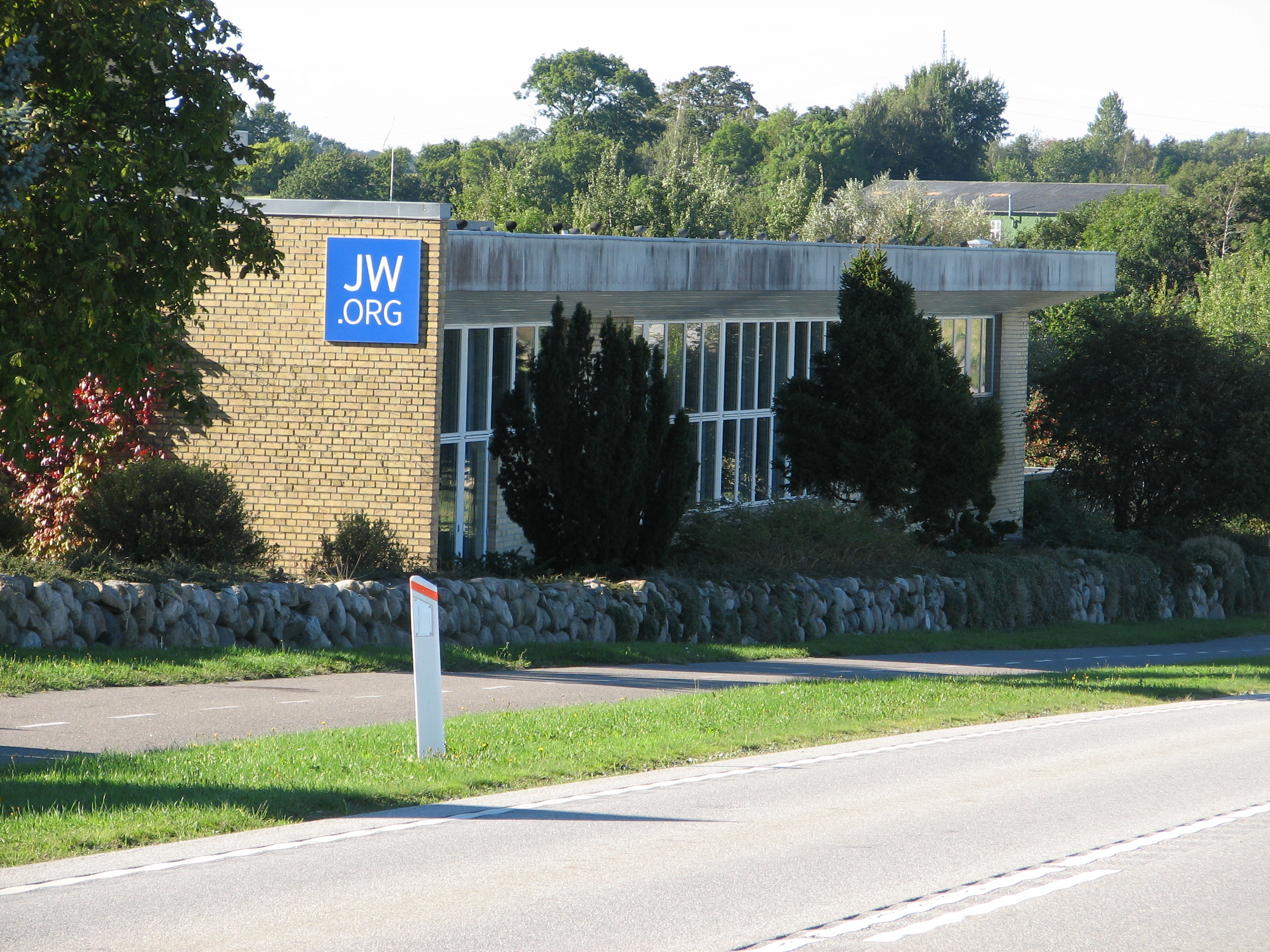
A Jehova Tanúi egy királyságterme Dániában

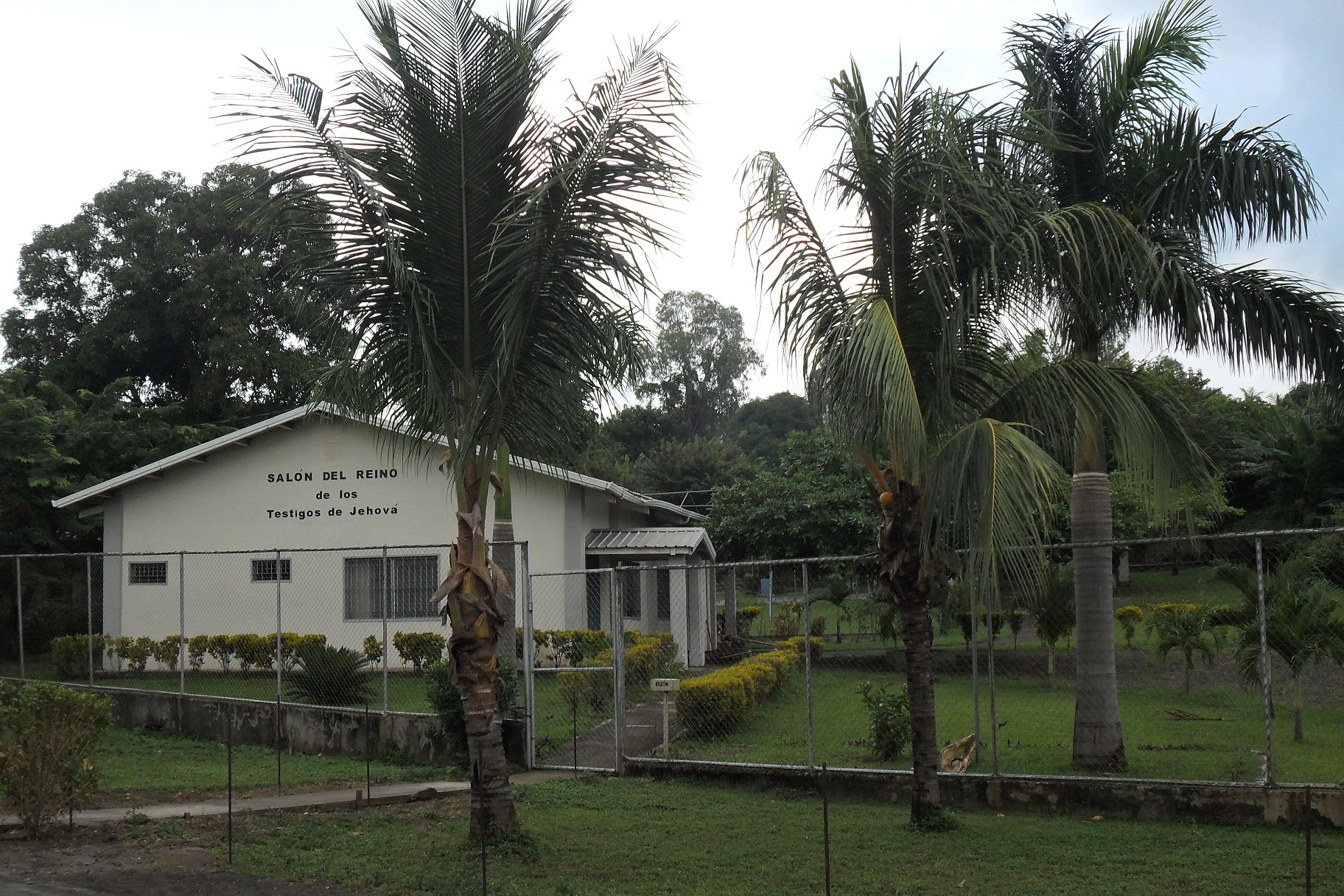
Királyságterem Nicaraguában, Közép-Amerikában

1. Engedelmesség: Hitnézetük szerint ha Istennek tetsző életet akar valaki élni, akkor nem azt kell tennie, ami szerinte helyes, hanem azt, ami Isten szerint helyes. Mivel a Bibliát Isten szavának tekintik, ezért a benne leírtakat úgy tekintik, mintha Isten mondta volna, ezért magukra nézve azt kötelező érvényűnek tartják.
2. Társadalmi törvények, szabályok betartása: Mindenben engedelmeskedni kell az emberi törvényeknek, amennyiben azok nincsenek ellentétben Isten törvényeivel. (Például: becsületesen meg kell fizetni az adót, minden körülmény között be kell tartani a KRESZ szabályokat, tiszteletben kell tartani mind a cégek mind a magánszemélyek tulajdonát, vagyis a legcsekélyebb értékű dolgokat sem szabad eltulajdonítani, stb... A keresztény gyülekezet vénjei felelősek azért, hogy kezeljék az isteni törvények áthágásait, mint amilyenek pl: lopás, gyilkosság vagy erkölcstelenség. Azonban Isten nem kéri a gyülekezeti vénektől, hogy a Cézár törvényeit és előírásait kövessék és érvényre juttassák... Természetesen egy olyan személy, aki szégyentelen módon megszegi a világi törvényeket és ily módon egy törvényszegő hírébe kerül, nem tekinthető jó példának, és esetleg szükség lehet a kizárására is. (1Tim 3:2,7,10). Ha egy törvénytelen tett nyomán egy másik ember halála következik be, fennállhat a vérbűn esete, ami a gyülekezet részéről vizsgálatot követel."[186] Valamint kötelező a nyomozói hatóságok megsegítése az ilyen ügyekben, természetesen.
3. Válás csak házasságtörés esetén megengedett.[187] Amennyiben az egyik házas fél veszélyeztetve érzi magát a másik féltől, akkor elkülönülhet a házastársától, de ez nem jogosítja fel arra, hogy egy másik nembelivel ápoljon bármilyen intim viszonyt. (Isten szemében ők még házasok, csak nem élnek együtt.) A szüzességet természetesen meg kell őrizni a nászéjszakáig, udvarolni, házasodási szándékkal lehet. A kísértés elkerülése végett vannak irányelvek, tanácsok az udvarlásra nézve (például: nyilvános helyen találkozni.), melyek megfogadása nem kötelező, de javasolt. Minden körülmények között kerülendő viszont az olyan helyzet kialakulása, mely félreértésekre adhat okot. (Egy tanúnak nem elég tisztességesnek lennie, de tisztességesnek is kell látszania).
4. Prédikálás: szívből jövő, önként vállalt kötelezettség a „jó hírt” megosztani, hogy ezáltal minél több embert segítsenek hozzá ahhoz, hogy megismerje Jehova, azaz Isten akaratát.[188]
5. Főség: Több értelemben is megjelenő gondolat. Egyrészről egy családi hierarchia, melyben a család feje a férfi, ő Jézusnak, ill. Jehovának tartozik számadással azért, hogy felesége és gyermekei megkapják-e a szükséges szellemi útmutatást, és betartják-e az erkölcsi előírásokat. A feleség engedelmes kell, hogy legyen, de a férjnek is tisztelettudóan meg kell hallgatnia. Helytelen, ha kiabál, a fizikai erőszak és az önkényes basáskodás pedig bűn. Másrészről a gyülekezetre és szellemi életre vonatkoztatva is használják, amin azt értik, hogy a gyülekezetben elsősorban a férfiak feladata a tanítás. Ezért a gyülekezet tanítását végző vének illetve kisegítő szolgák kizárólag férfiak lehetnek. Ha egy nő egy férfi Tanú jelenlétében vezet Bibliatanulmányozást, fejkendőt kell kötnie, hogy jelezze, elismeri a főséget, azaz azt a jogát, hogy ő vezesse a tanulmányozást.
6. Öltözék nincs különösebben szabályozva. Alkalomhoz illő, és Jehova szolgájához méltó kell, hogy legyen. Kerülendő a szélsőséges kihívó ruházat és hivalkodó ékszer viselet. A nők általában térdig, vagy az alá érő szoknyát, a férfiak öltönyt hordanak az összejöveteleken és prédikáláskor. Munkában és a hétköznapi életben tiszta, rendezett, szolid ruházat viselése illik. A bikini strandon nem számít kihívónak, de a nyilvánosság előtti alámerítéskor valami testet jobban elfedő ruhadarabot pl. pólót is viselnek.

## Szervezeti felépítés

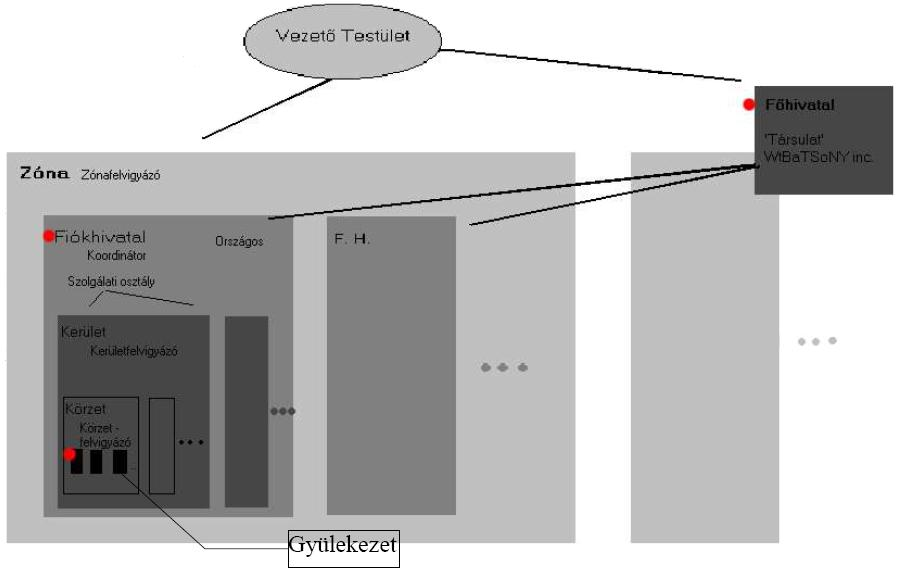
Jehova tanúi szervezeti felépítése – a piros pont azt jelzi, hogy jogilag létező szervezet

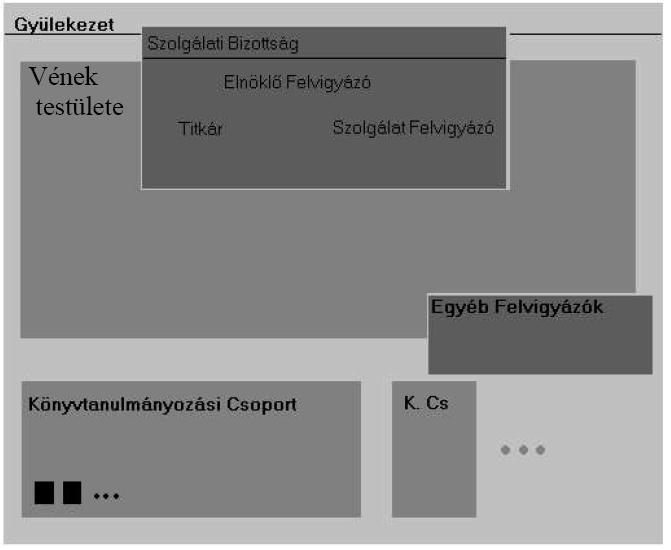
Jehova tanúi gyülekezetének felépítése – a fekete téglalapok a tagokat jelképezik

### Vezetőségi felelősség-elosztás
Az első századi jeruzsálemi gyülekezet vezető szerepéhez hasonlóan a New York államban székelő Vezető Testület irányítja a világméretű szervezet tevékenységét. A szellemi vezetés megnevezése: „hű és értelmes rabszolga”.
Tanításuk szerint mindenki „testvér”, azaz egyenlő Isten szemében, senki nem áll hozzá közelebb vagy távolabb.
A felekezetben nincsenek papok (közvetítők, áldozatbemutatók), sem semmilyen más hasonló személyek, akik rangjukkal felsőbbrendűség érzetét keltenék.
A szervezet felépítése:
Az irányítást minden szinten férfiak önkéntesen végzik:
1. Felvigyázók „vének” – Nem fizetett egyházi személyek. Ők szervezik meg a különböző feladatokat a rájuk bízott gyülekezetekben. Aktívan részt vesznek a prédikáló munkában is.
2. Kerületfelvigyázók – irányítják a rájuk bízott egyházkerületeket.
3. Körzetfelvigyázók- irányítják a rájuk bízott körzeteket.
4. Kisegítőszolgák – a vének munkáját segítik.
5. A koordinátor által koordinált vének testülete felügyeli a hírnökök (tagok) tevékenységét, képzését.
6. Az utazó-felvigyázók és a „különleges úttörők” teljes idejű szolgák. A tagok az újszövetségben bemutatott első századi kereszténységet követve házanként hirdetik a jó hírt. (Cselekedetek 5:42)

Jehova tanúi szervezetében mindenki egyenlő, annak ellenére, hogy vannak akik különböző szerepet töltenek be.

### Feladatokra specializált csoportok
Az egyház által létrehozott, működését segítő szervezetek:
- Bétel Otthon: A társulat fiókhivatalai, melyben önkéntesek végzik a kiadványok fordítását, elkészítését, csomagolását, a szükséges adminisztrációt.
- Jogi Osztály: Feladata a szervezet jogi képviselete.
- Őrtorony Biblia és Traktátus társaság: Watchtower Bible and Tract Society of New York Inc.°°
- Nemzetközi Biblia Kutatók Szövetsége: International Bible Students Association

Ezek az önkéntesek kapnak havi támogatást (Magyarországon a törvényben előírt minimálbér). Valamint az önkéntes munkájukért cserébe szállást, ételt, teljes körű kiszolgálást kapnak a többi önkéntestől.
Egyéb szervezetek:
- Watchtower Bible and Tract Society of Pennsylvania Inc. (egyes kiadványokat ez a szervezet jegyez.)
- Christian Congregation of Jehovah's Witnesses (megint más kiadványoknak ez a szervezet a copyright tulajdonosa.)

### Finanszírozás
A szervezet működtetését, a kiadványok előállítását, a teljes idejű önkéntes munkát végzők ellátását az önkéntes adományokból fedezik. Az adományokat, eltérően például a katolikus módszertől, nem adománykosarak körbeadásával szedik, hanem jól látható helyre kihelyezett gyűjtőládákban történik, teljesen anonim, és önkéntes módon. Minden hónapban van egy összegző értékelés az adományokkal és a kiadásokkal kapcsolatban melyet minden jelenlévő hallhat. Van globális segély alap is katasztrófák esetére.

### Bétel-otthonok
A tagok végzik a kiadványok fordítását, elkészítését, csomagolást, a szükséges adminisztrációt. Ezért teljes ellátást és csekély költőpénzt kapnak. Erre a szolgálatra gyermektelen házaspárok vagy egyedülállók jelentkezhetnek, akik példamutató Tanúk, 'úttörő szolgálatot' végeztek.

## A tagság megszűnésének lehetőségei

### Kiközösítés
A kiközösítést olyan eljárásnak tartják, amelyre szükségük van, hogy Jehova irányadó mértékei szerint tudjanak élni.
Ha egy személy őszinte megbánást nem mutatva megszegi a bibliai alapelvek szerinti viselkedési, erkölcsi előírásokat, megbánást nem tanúsítva, akkor kiközösítik. Ilyen eset például ha:
- Gátlástalan magatartású (házasságtörés, paráznaság, hazudozás, stb.)[190]
- Dohányzik, drogozik, vagy egyéb önkárosító módon szennyezi magát, ezzel tiszteletlenséget mutatva ki az élet szentsége iránt.
- Hamis (pogány eredetű) ünnepeket ünnepel.[191]

A kiközösítés menete
Egy legkevesebb három vénből álló ún. "bírói bizottság" (a közösség helyi szintű vezetői, "vének") zárt tárgyaláson, a kiközösítendő személy jelenlétében megvizsgálja, hogy megbánta-e tettét. Ha nem, vagy a megbánás nem őszinte, kiközösítik a gyülekezetből. Ha tette a magyar törvényekkel ütközik, akkor azt bejelentik a hatóságoknak (például: gyilkosság). Kiközösítés során a gyülekezet előtt a valós indokokat nem tárják fel, csupán a tényt, hogy a személy nem Jehova tanúja többé . A kiközösítettel a tagok nem beszélhetnek (nem is köszönnek neki), mert a Bibliában van: az ilyenekkel még csak ne is köszönjetek, ill. aki az ilyennek köszön az részese lesz a bűneiben . Ennek ellenére az összejöveteleken a kiközösített személy részt vehet, ezzel is bizonyítva a bűnbánatot. Ha a kiközösített történetesen családtag, akkor saját családtagjai 'szellemi témájú' eszmecserét vele nem folytathatnak. Ha az illető kéri, és a kívánt változásokat felmutatja életében, később fokozatosan ismét teljes jogú taggá válhat. Ennek kevésbé súlyos változata (vele attól még szóba állnak) kereszteletlen hírnöki státusz visszavonása, ugyanis az ilyen személy még nem nyilvánította ki, hogy átadja az életét Jehova Istennek, éppen ezért ez számon sem kérhető rajta.

### A gyülekezet elhagyása
Ha egy tag nem kíván Jehova Tanúja maradni, elkülönülhet. A tagok az elkülönült taggal a kiközösítettekhez hasonlóan bánnak.
Az elkülönült később kérheti visszavételét, ekkor kivizsgálják, hogy az elkülönülés oka megszűnt-e és valóban Tanú kíván-e lenni.
A kiközösítés vagy elkülönülés részleteit illetően a "vének" szigorú titoktartási kötelezettséggel tartoznak, ezért a bírói döntés okairól a gyülekezetet nem tájékoztatják.

## Tevékenységük

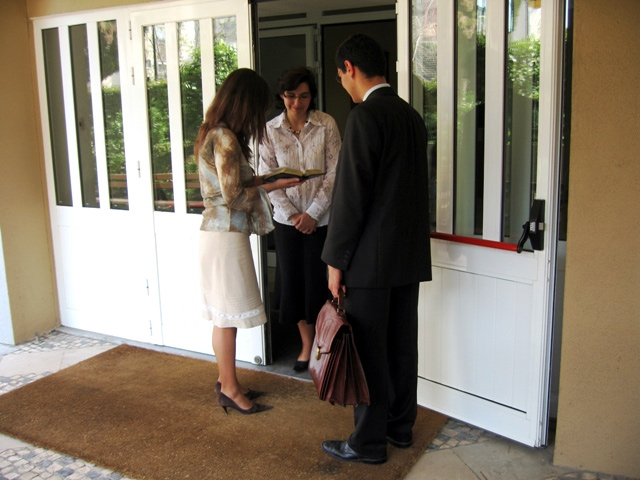
Jehova tanúi házról házra prédikálnak Szófiában

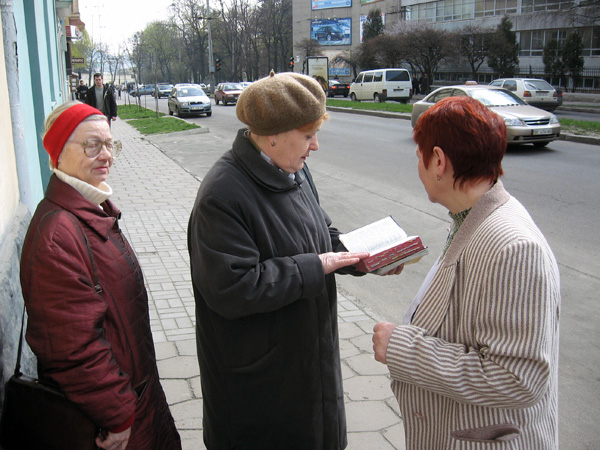
Jehova tanúi hirdetnek az ukrajnai Lviv utcáin

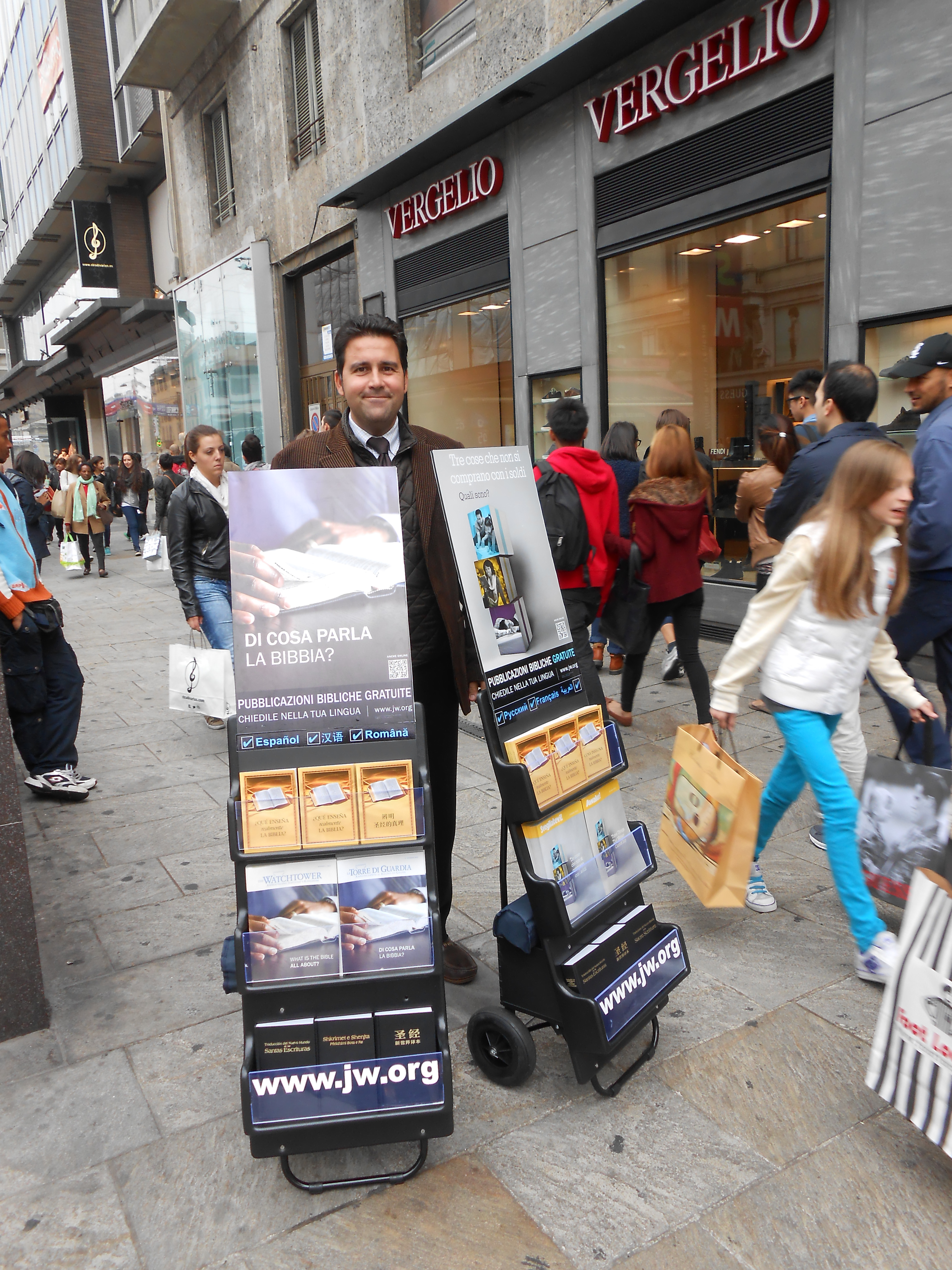
Egy Tanú Milánó utcáján a gurulós, tanúskodó állványokkal, rajta a közösség kiadványaival

Prédikálásuk révén mindenkihez megpróbálják eljuttatni a Föld globális problémáinak Biblia szerinti megoldását, valamint megismertetni Jehova Isten szent nevét és akaratát a tanítható, alázatos szívű, Istent és az Ő akaratát kereső mindenfajta emberrel. Ezzel, teljesítik Jézus Krisztus azon utasítását, amellyel megbízta apostolait és tanítványait, valamint mindazokat, akik majd Őt kívánják követni életükkel, hitükkel, Istennek végzett szolgálatukkal. Ezáltal megalapozott reményük lehet Isten Királysága alatt élni a Földön.

### Evangelizálás
Elutasítják azt, hogy "térítés"-nek nevezik ezt a tevékenységüket, ugyanis munkájuk célja nem a térítés.
Azt szeretnék a evangelizálásukkal elérni, hogy minden ember győződjön meg a saját Bibliájából az általuk tanított tanítások igazságtartalmáról, és ennek az ismeretnek fényében maga döntse el, hogy mit kíván ezzel az ismerettel kezdeni.
Szervezetten, ellenőrzötten végzik rendszeres prédikáló tevékenységüket, amelynek során többnyire kettesével keresik fel a területükön lakó embereket otthonaikban, vagy utcai tanúskodást végeznek. Ajtóról ajtóra, házról házra járva, a téma iránt érdeklődőkkel bibliai gondolatokat osztanak meg, ugyanakkor rámutatnak az emberiség gondjainak egyedüli megoldására.
Evangelizálásuk szervezésének elsődleges célja annak elkerülése, hogy egyes embereket ritkán, míg másokat túl gyakran látogassanak meg.
Kiemelt prédikálási óraszámot vállaló hírnökök (tagok) az úttörők.
- a kisegítő úttörők havi 50 vagy 30 órát,
- az általános úttörők havi 70 órát,
- a különleges úttörők havi 130 órát,
- a misszionáriusok havi 130 órát tevékenykednek.

A különleges úttörők és a misszionáriusok szolgálati helyét a Társulat jelöli ki, ők csekély költségtérítést kapnak. Munkájukról nyilvántartást vezetnek, amely alapján összesített havi jelentést adnak le (eltöltött órák száma, elterjesztett folyóiratok, füzetek, könyvek száma, újralátogatások és bibliatanulmányozások száma). Ennek célja a pontos statisztika készítése, melyről a társulat évente ad ki beszámolót.
Az érdeklődő személyekkel házi Biblia-tanulmányozást folytatnak, vagyis - általában az érdeklődő lakásán, az érdeklődőnek leginkább megfelelő időpontban -, általában heti egy alkalommal, legtöbbször az Őrtorony Társulat kiadott bibliatanulmányozási segédeszközöket és a Biblia Új Világ-fordítását felhasználva, a Biblia tanításait rendszerbe foglalva magyarázzák. A havi jelentés és a prédikálás minden testvérnek kötelező. Amennyiben egy hírnök - objektív okoktól eltekintve - ezt elmulasztja, akkor nem tekintik példa értékűnek, és nem kérik fel különböző gyülekezeti feladatok ellátására. Az érdeklődők, ha elegendő bibliai ismerettel rendelkeznek, jelentkezhetnek kereszteletlen hírnöknek. A jelentkezésről a vének döntenek egy elbeszélgetés után, melyben nem csak az ismeret tényét ellenőrzik, hanem azt is, hogy az érdeklődő személy érti-e az adott tanítást, illetve összhangban él-e azokkal. A kereszteletlen hírnökök egy megkeresztelkedett testvérrel közösen prédikálnak, miközben folytatják bibliatanulmányozásukat. Havi jelentést nekik is kell írniuk, de nem vezethetnek bibliatanulmányozást. A következő lépcsőfok a keresztelkedés. Senki nem keresztelkedhet, aki előzőleg nem volt hírnök (objektív okoktól eltekintve, pl.: ágyhoz kötött súlyos betegség).

### Kiadványok terjesztése
A világ legnagyobb nyomdaipari kapacitását birtokolják.
Hitnézeteik terjesztésének legfőbb írott eszközei a jellegzetes kép- és szövegvilágú kiadványaik: tájékoztatólapok, füzetek, könyvek, folyóiratok, melyek egy időben több száz nyelven, több millió példányban jelennek meg és kerülnek terjesztésre szerte a világon, több mint 240 országban (Magyarországon 1992 óta ingyenesen).
- Legismertebb folyóiratuk az Az Őrtorony hirdeti Jehova Királyságát (The Watchtower Announcing Jehovah's Kingdom) és az Ébredjetek! (Awake!), melyek a 2010-es években havonta 228 nyelven, közel 53 millió példányban jelennek meg. 1998 és 2008 között összesen 20 786 804 802 kiadványt adtak ki (DVD, CD/MP3, füzet, könyv, folyóirat stb.).
- Bibliafordításuk a Szentírás új világ fordítása (New World Translation of the Holy Scriptures).
- Honlapjuk a jw.org 1090 nyelven (2024-es adat) tartalmaz információt.[192]

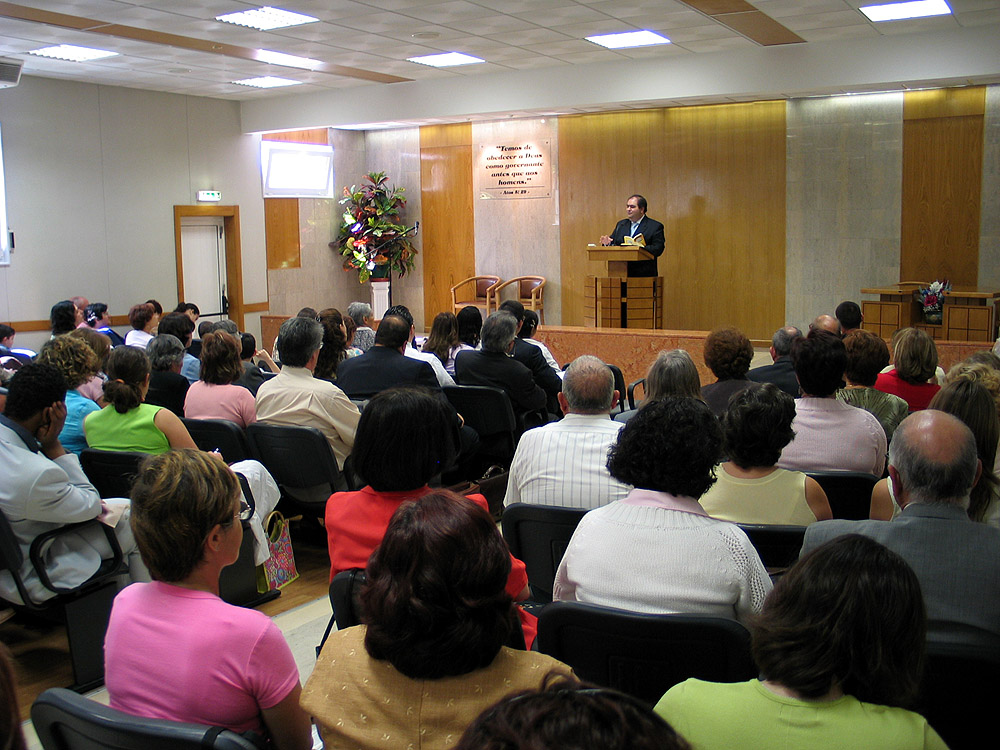
Összejövetelen az ún. Királyság Teremben

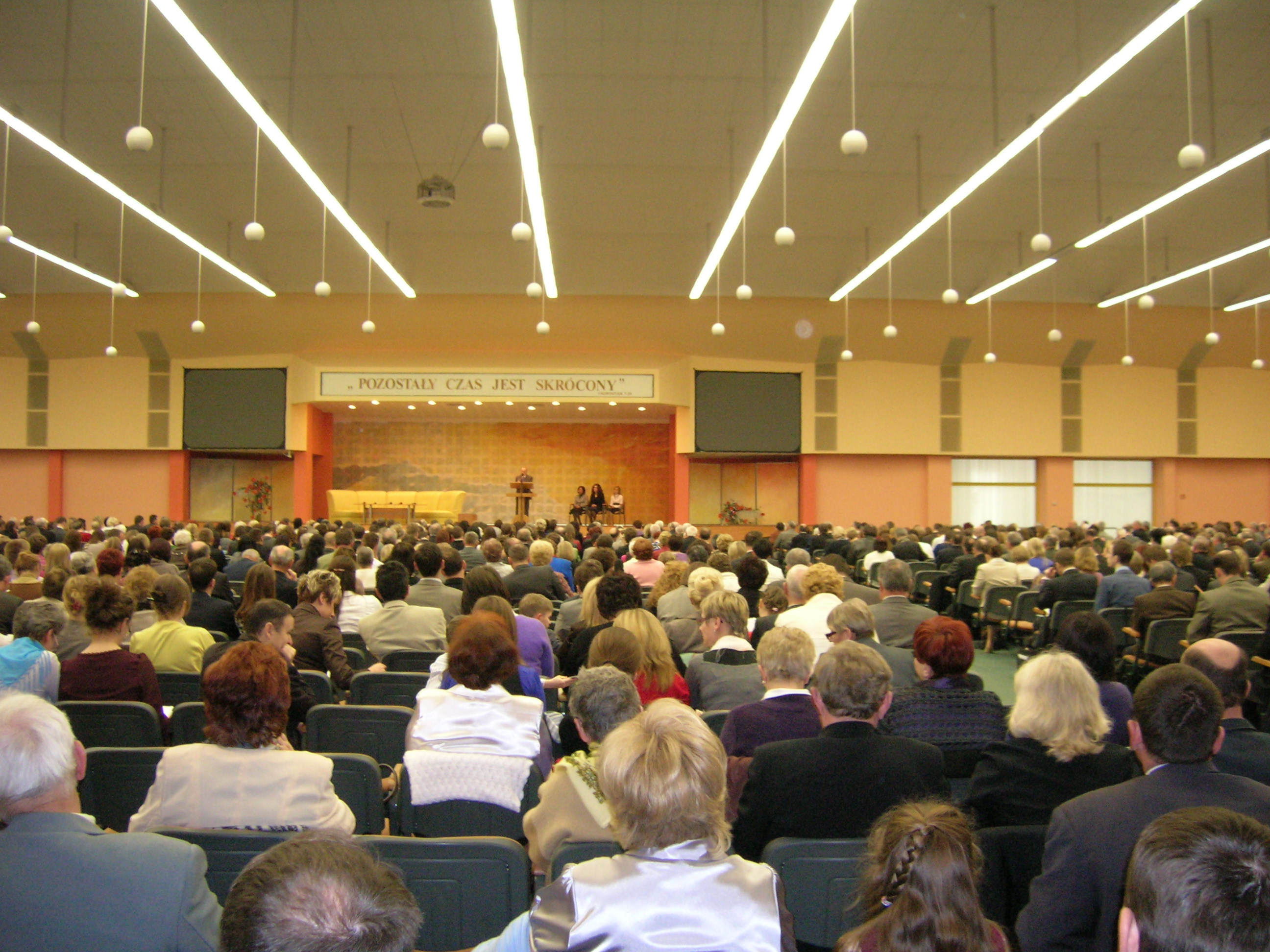
Körzetkongresszus

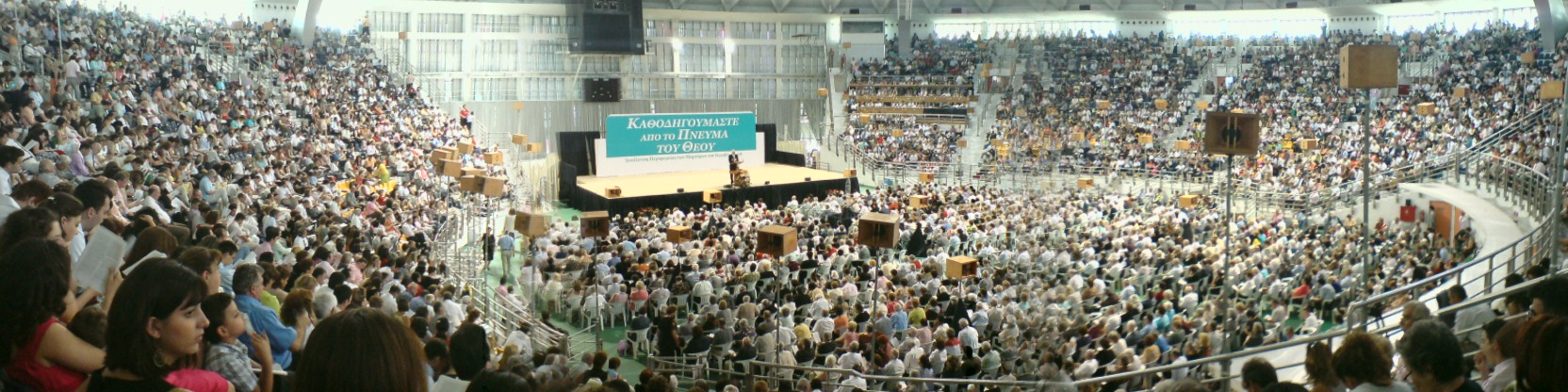
Kerületkongresszus (vagy regionális kongresszus) Thesszalonikiben, 2008-ban

### Összejövetelek
Összejöveteli helyüket Királyság Teremnek nevezik. Ezek célszerűen berendezett oktatóhelyek, melyek mindenféle egyházinak tartott díszítést (például kereszt, oltár, ikonok, szentképek stb.) nélkülöznek. Az emelvény felett az 'évi szöveg’ olvasható, ami egy bibliai idézet. Az évi szöveget a vezető testület határozza meg egységesen minden évben. 2016-tól a Királyság termekben megújult összejöveteleket tartanak 
Keresztényi életünk és szolgálatunk c. munkafüzet (MWB) segítségével, mely így három részre bontja a hétköznapokon megtartott programokat.
- Gyöngyszemek Isten szavából
- Fejlődjünk a szolgálatban
- Keresztényi életünk és szolgálatunk

A hétvégén megtartott összejövetelek
- nyilvános előadást
- Őrtorony-tanulmányozást.

Ezek során a tagok prédikáló szolgálatra való felkészítése, a Biblia alapos megismerése, a bibliai témájú beszélgetésekben való jártasság elsajátítása a központi téma. Az összejöveteleket imával és énekkel kezdik és zárják. Énekeik nem az úgynevezett keresztény dallamkincsből származnak, saját 'Királyság énekeik’ vannak (A 151 éneket tartalmazó énekeskönyvük címe: „Énekeljünk örömmel Jehovának!”, 2017-től).

### Kongresszusok
Általában évente háromszor nagyobb összejöveteleket (regionáliskongresszus, körzetkongresszus) tartanak sportlétesítményekben vagy/és saját kongresszusi központjukban teokratikus oktatás céljából. Rendszerint ilyenkor jelennek meg az új kiadványok és az új tagok keresztelkednek meg. Évenként több helyen nemzetközi kongresszusokat tartanak világszerte (Magyarországon nemzetközi kongresszus legutóbb 2003-ban volt).

### Karitatív tevékenység
Karitatív tevékenységük elsősorban, de nem kizárólag a szervezet tagjaira korlátozódik.
Elsőként jelennek meg a katasztrófák által sújtott területeken. Önkéntesekből álló építő egységekkel azonnali segítséget nyújtanak minden rászorulónak, elsősorban tagjaiknak és azok családjainak. Ennek finanszírozására külön pénzügyi kerettel rendelkeznek.
Egyházi iskolákat vagy kórházakat nem tartanak fenn, de maximálisan segítik elsősorban a vér nélküli kezelés általános elterjesztését. Erre vonatkozóan komoly információs anyaggal látják el az egészségügyi intézményeket.

### Nyilvántartások
A tagok aktivitásáról és esetleges fegyelmi ügyeiről - a tagok által elfogadott, és a mindenkori törvényeknek megfelelő.

## Egyéb hitnézetek és teológiai részletkérdések
- Új világosság: Fenntartják, hogy tanításuk, Írás-értelmezésük kiigazításra kerülhet. Ennek okát abban jelölik meg, hogy a Bibliában több olyan beszámoló is található, melyben az apostolok vallási nézetüket kiigazítják. Ezért azt vallják, hogy Istentől ered a 'növekvő világosság’, az egyre több új ismeret hatására olykor meg kell változtatni az addigi doktrínáikat (Nem az isteni ismeret változik, hanem annak megértése volt helytelen/pontatlan): „Az igazak ösvénye pedig olyan, mint a hajnal világossága, mely minél tovább halad, annál világosabb lesz, a teljes délig” (Példabeszédek 4:18).
- Halandóság: Az emberek Ádám bűne miatt halnak meg. Az eredeti bűn oka az, hogy az emberek engedetlenséget tanúsítottak Isten szuverenitása iránt és ebből következően öröklik a halált és a bűnt. Sátán és démonjai szellemteremtményekként járják be a földet és mindenkit a bűn útjára próbálnak csábítani, ugyanis Sátán mind Isten szuverenitását (uralkodáshoz való jogát), mind az emberek lojalitását Isten iránt (azaz szerinte az emberek csak érdekből imádják Istent) megkérdőjelezte (egyetemes vitakérdés). Ez a Biblia eredeti nyelvű szövegétől idegen, ágostoni "áteredendő bűn" dogmájának öröksége.
- A lélek halála: A lélek nem halhatatlan. Az ember halála egyenlő a lélek halálával, mivel az ember maga a lélek.[194]
- Pokol: A görög hádesz (vagy héberül seol) az emberiség közös sírja, nem létező hely, hanem a „nemlét”. Nem létezik örök "tüzes pokol".[195]
- Égi feltámadás: Csak a 144 000 tagból álló „kicsiny nyáj” (akik újraszületnek Isten szellemi fiaiként) megy az égbe és uralkodik Krisztussal (Jézus társ királyai), akik nem tartoznak a 144 000-hez, azok a Földre támadnak fel (más juhok), a földi örök élet lehetőségével.
- Újszövetség: Az új szövetséget a szellemi Izraellel kötötték, azaz Isten kötötte Jézussal, Jézus pedig az ő társkirályaival. A „más juhok” csak haszonélvezői a szövetségnek azáltal, hogy támogatják a „kicsiny nyájat”
- Sátán: Lázadó Angyal, a jelenlegi (földi) világ láthatatlan uralkodója.
- Sabbat: A Sabbat (szombati pihenőnap) megtartására csak Izrael kapott parancsot, és érvénye a Mózesi Törvénnyel megszűnt, mely Jézus halálával betöltetett.
- Szembenállás: Történetük során tantételeikhez való ragaszkodásuk miatt (hadviselés, fegyverfogás elutasítása, zászló előtti tisztelgés elutasítása, prédikálás stb.) többször kerültek összeütközésbe a fennálló hatalommal, más egyházakkal, a társadalommal. Németországban a holokauszt áldozatai közé tartoztak, lila háromszög volt a jelük a haláltáborokban. A kelet- és közép európai országokban illegalitásban tevékenykedtek a rendszerváltás előtt, a volt Szovjetunióban sokukat Szibériába deportálták. Magyarországon az 1930-as évektől vannak jelen, sokakat börtönbe zártak vagy kivégeztek a rendszerváltásig, hol kommunisták kémeiként, hol imperialista kémekként a kommunista rendszert önmagukban megsemmisíteni vágyok közé sorolták őket a kormányzatok, mindezt kiterjedt és buzgó evangélium hirdető munkájuk miatt, valamint a politikába való be nem olvadásuk miatt.

## Kritika
A keresztény egyházak többsége keresztény jellegű, nem keresztény vallásnak tartja a szervezetet, mivel elvetik a Szentháromság tanát,  Jézus istenségét, valamint elvetik az egyéb, szerintük bibliai alapú tanokat, és úgy tartják, hogy a Jehova tanúi sajátos bibliafordításuk és bibliaértelmezéseiken keresztül elferdítik a Bibliát és annak tanításait. Egyes szociológusok a „revolucionista szekták” közé sorolják őket.

### Bibliográfia
- Érveljünk az Írásokból! Kiadja: WATCHTOWER BIBLE AND TRACT SOCIETY OF NEW YORK, INC.
- A 'Pogányok ideje' – Vajon véget ért? Tanulmány Jehova tanúi végidőszámításairól szerző: Jonsson, Carl Olof Kiadó: Magánkiadás, 2000 267 o., 20 cm ISBN 9636404259
- 1914 : beteljesedett prófécia? : "Jehova tanúinak" alaptanítása az Ige mérlegén Kovács Zsolt, Budapest, Evangéliumi K. és Iratmisszió, 1997 60 p. ; 20 cm ISBN 963 9012 52 1
- Jehova tanúja voltam : Egy tévút története Josy Doyon ; ford. Pálics Márta, Szeged, Agapé, 1998. 208 p. ; 20 cm. ISBN 963 458 112 9
- Tévedések útján : "A Jehova tanúi" Palotay Sándor, Szigeti Jenő, 1977
- Jehova és a szervezet : "győződjetek meg minden dologról!" Szalai András ; közread. az Apológia Kutatóközpont. Budapest, 2001, Royal Press Hungary 291 p. 24 cm ISBN 963-00-8568-2
- Jehova tanúi : Történetük, tanítások, értékelésük Lothar Gassmann ; ford. Szentpétery Péter. Budapest, Evangéliumi K., 1998. 232 p.; 20 cm. ISBN 963 9012 85 8
- Ellentétek Jehova tanúi és a Biblia között H. J. Spier ; ford. Kálmán Edit 3., bőv. kiad., 1992
- "A Jehova tanúi" írta: Fekete Péter Budapest ; Gödöllő: Iránytű, 1993 Budapest: Hungaprint 56 p. ; 21 cm ISBN 963-85082-3-X
- Hirdetők könyv jv 14. fej. 201. o. „Ők nem része a világnak” Jehova Tanúi kiadványa
- Őrtorony folyóirat w00 1/1 9-10. o. 16-17. bek. Szolgáljunk az őrállóval! Jehova Tanúi kiadványa
- A magyarországi Jehova Tanúi Egyház története. A kezdetektől napjainkig; tan. Fazekas Csaba et al.; Gondolat, Bp., 2017
- Martinkó Károly: Jehova tanúinak magyarországi története; szerzői, Bp., 2013